# انواع مسابقات کشتی کج
انواع مختلفی از مسابقات کشتی کج در این حرفه انجام می‌شوند. برخی از این مسابقات رایج‌تر از بقیه هستند و اغلب برای پیشبرد یا پایان دادن به یک داستان استفاده می‌شوند. در طول تاریخ چند دهه‌ای کشتی حرفه‌ای، از برخی از این انواع مسابقات، گونه‌های دیگری نیز مشتق شده است.

## مسابقات تک به تک
مسابقات تک به تک، رایج‌ترین نوع مسابقه کشتی حرفه‌ای است که در آن، دو کشتی‌گیر با هم رقابت می‌کنند. پیروزی با پین‌فال، سابمیشن، ناک‌اوت، کانت‌اوت یا رد صلاحیت شدن رقیب به دست‌ می‌آید. از رایج‌ترین انواع مسابقات تک به تک، محدود کردن راه‌های ممکن برای پیروزی است.

### مسابقه چشم‌بسته
در این نوع مسابقه، دو شرکت‌کننده بایستی در تمام مدت مسابقه، چشم‌بند روی چشمان خود داشته باشند. یک نمونه شناخته شده از این نوع، مسابقه بین جیک رابرتز و ریک مارتل در رسلمنیا ۷ است.

### مسابقه بدون کانت‌اوت
مسابقه بدون کانت‌اوت، مسابقه‌ای تک به تک است که در آن هر دو کشتی‌گیر می‌توانند بیرون از رینگ بمانند و داور آنها را برای بیش‌تر از ۱۰ ثانیه بیرون ماندن، رد صلاحیت نمی‌کند. یک مثال شناخته شده در از این مسابقه در رویداد ونجنس ۲۰۰۳ بین استفانی مک‌من و سیبل برگزار شد که سیبل برنده شد.

### مسابقه قوانین کشتی پیور
مسابقه قوانین کشتی پیور در ابتدا در رینگ آو آنر مورد استفاده قرار گرفت و هنوز هم به عنوان «قوانین رسمی» برای عنوان قهرمانی پیور رینگ آو آنر وجود دارد. طبق قوانین، هر کشتی‌گیر فقط مجاز به سه بار گرفتن طناب برای رهایی از سابمیشن است و پس از استفاده از همه آنها، کشتی‌گیر نمی‌تواند از طناب‌ها برای فرار از پین یا سابمیشن استفاده کند. مشت‌های بسته غیرقانونی هستند و اولین تخلف (در صورت مشاهده توسط داور) منجر به اخطار و تخلف دوم منجر به رد صلاحیت می‌شود. کشتی‌گیران باید پیش و پس از مسابقه با هم دست بدهند.

### مسابقه چالش ویژه
مسابقه چالش ویژه اغلب در دبلیوسی‌دبلیو برای اشاره به مسابقه‌ای انفرادی استفاده می‌شد که در آن قهرمان از عنوان قهرمانی خود دفاع نمی‌کند؛ بنابراین در صورت باخت قهرمان، عنوان قهرمانی جابه‌جا نخواهد شد. این مسابقه می‌تواند با نام، به عنوان یک مسابقه بدون عنوان قهرمانی یا به عنوان یک مسابقه انفرادی اعلام شود. همچنین در قالب تگ تیم نیز از این نام استفاده می‌شد. یک نمونه از این مسابقه، تقابل قهرمان عنوان جهانی تلویزیون دبلیوسی‌دبلیو، آرن اندرسون، در مقابل پاول اورندورف در کلش آف د چمپینز ۶ بود. اگرچه اورندورف مسابقه را برد ولی اندرسون قهرمان باقی‌ماند.

### مسابقه قهرمان در مقابل قهرمان
مسابقه قهرمان در مقابل قهرمان همچنین می‌تواند به مسابقه «برنده صاحب همه» اشاره داشته باشد، اما در اغلب موارد، عنوان‌های کشتی‌گیران دفاع نشده یا صرفا مسابقه بر سر یکی از عنوان‌هاست. در طول دومین دوره تفکیک برند در دبلیودبلیوئی، این نوع مسابقه اغلب در سروایور سریز استفاده می‌شد و مسابقه بین قهرمانان، صرفا عادی بود و قهرمانان، نیازی به دفاع از عناوین نداشتند. این نوع مسابقه تا سال ۲۰۲۱ در سروایور سریز برگزار و بعد از آن با مسابقه وار گیمز جایگزین شد. این نوع مسابقه اکنون از سال ۲۰۲۴ در کراون جول استفاده می‌شود و دارندگان عنوان‌های قهرمانی مردان و زنان جهان برای عنوان قهرمانی یادبود کراون جول رودرروی همدیگر قرار می‌گیرند.

### مسابقه بلاد اسپورت/مسابقه زیرزمینی
این رویداد در مقایسه با یک رویداد سنتی کشتی حرفه‌ای، شامل یک مجموعه قوانین منحصر به فرد است؛ به این صورت که هر مسابقه باید یا با ناک‌اوت یا با تسلیم به پایان برسد. رینگ کشتی حرفه‌ای نیز با یک رینگ برزنتی بدون طناب جایگزین شده است.

#### مسابقه بلاد اسپورت
این رویداد شامل مسابقاتی است که یادآور روزهای اولیه MMA و کشتی کچ است. برای شرکت‌کنندگان در این مسابقه که اختصاصا در پروموشن جی‌سی‌دبلیو برگزار می‌شود، معمول است که آنها در سایر ورزش‌های رزمی و هم‌چنین کشتی حرفه‌ای دانش و تجربه داشته باشند؛ زیرا این مسابقات اغلب خشک به نظر رسیده و حس مبارزات کلاسیک کشتی را دارند.

#### راو/ان‌اکس‌تی آندرگراند
در اوت ۲۰۲۰ (در بحبوحه انتقال به استودیوی تاندردوم به دلیل دنیاگیری کووید-۱۹)، شوی راو بخش جدیدی را در ساعت سوم خود با نام راو آندرگراند معرفی کرد. این بخش با میزبانی شین مک‌من، با الهام از فایت کلاب در زیرزمین مرکز تمرینات دبلیودبلیوئی برگزار می‌شد. مسابقات در یک رینگ بدون طناب و بوم سیاه برگزار می‌شد و معمولا کوتاه بوده و با ناک‌اوت، سابمیشن و یا اعلام مک‌من به پایان می‌رسید. بخش‌های راو آندرگراند از ۳ اوت تا ۲۱ سپتامبر ۲۰۲۰، مجموعا در ۸ قسمت از راو پخش شدند.
سپس ان‌اکس‌تی این نوع مسابقه را در سال ۲۰۲۳ احیا کرد. برخلاف مسابقات راو، این مسابقات در استودیوی اصلی شو برگزار می‌شد و طناب‌های رینگ برداشته شده و یک بوم سیاه رنگ، دور رینگ را می‌پوشاند. نخستین مسابقه ان‌اکس‌تی آندرگراند در ۴ ژوئیه ۲۰۲۳ بین ادی تورپ و دیمون کمپ اتفاق افتاد. در قسمت ۲۶ دسامبر ۲۰۲۳ از ان‌اکس‌تی، تورپ در دومین مسابقه ان‌اکس‌تی آندرگراند، دیجاک را شکست داد.
نخستین مسابقه ان‌اکس‌تی آندرگراند زنان در هفته دوم ویژه برنامه اسپرینگ بریکینگ ۲۰۲۴ برگزار شد و لولا وایس موفق به شکست ناتالیا شد. در ان‌اکس‌تی بتل‌گراند ۲۰۲۴، وایس موفق به شکست شینا بزلر در دومین مسابقه آندرگراند و در ددلاین ۲۰۲۴، موفق به شکست جیدا پارکر شد.

## بتل‌رویال
بتل رویال نوعی مسابقه چند نفره است که در آن کشتی‌گیران حذف می‌شوند تا زمانی که فقط یک نفر باقی بماند. بتل رویال‌های معمولی با ۲۰ شرکت‌کننده یا بیش‌تر که همگی همزمان در رینگ هستند شروع می‌شوند و سپس با پرتاب شدن از روی طناب بالایی و تماس هر دو پا با کف سالن، حذف می‌شوند.

### بتل‌رویال معکوس
بتل رویال معکوس که عموماً در تی‌ان‌ای استفاده می‌شود، با کشتی‌گیرانی آغاز می‌شود که به جای داخل رینگ، در اطراف رینگ حضور دارند. در شروع مسابقه، آنها برای ورود نیمی از خود به رینگ مبارزه می‌کنند و در این مرحله،فردی که ایستاده در رینگ بماند، برنده بتل رویال می‌شود.

### رویال رامبل

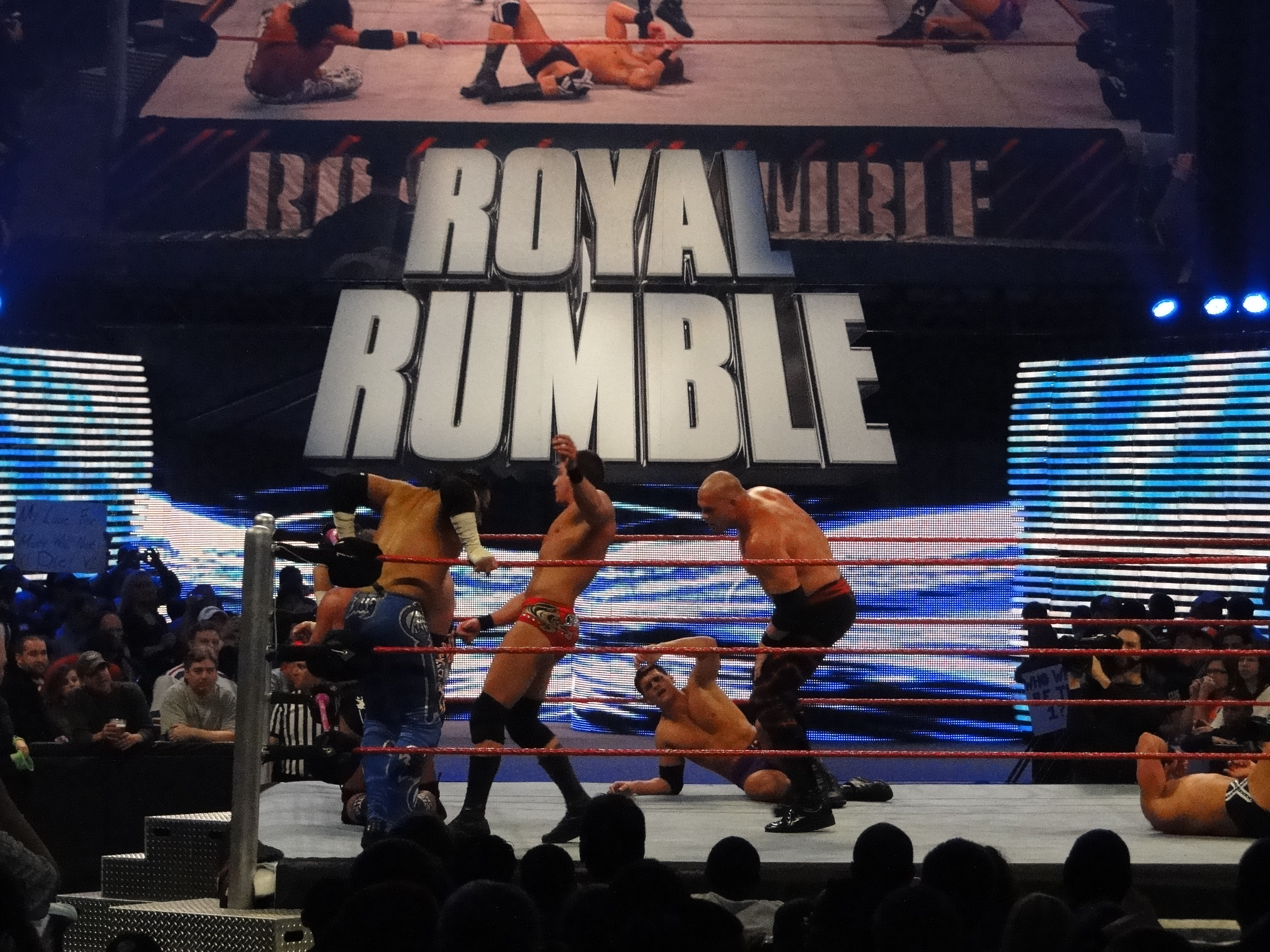
مسابقه رویال رامبل ۲۰۱۰

این نوع مسابقه که اختصاصا توسط دبلیودبلیوئی برگزار می‌شود، با دو کشتی‌گیر در رینگ آغاز می‌شود و شرکت‌کنندگان باقی‌مانده (به طور سنتی ۳۰ نفر؛ هر چند در رویال رامبل ۲۰۱۱، ۴۰ شرکت‌کننده و در رویال رامبل ۱۹۸۸، ۲۰ شرکت‌کننده بود) یکی‌یکی در یک بازه زمانی مشخص، معمولا ۹۰ ثانیه یا دو دقیقه، وارد رینگ می‌شوند. کشتی‌گیر حتما باید آن کسی را که می‌خواهد خارج کند را از بالاترین طناب بیندازد و هر دو پای او با زمین لمس شود (این قانون اصطلاحا با نام «قانون شاون مایکلز» شناخته می‌شود که در رویال رامبل ۱۹۹۵، از طناب بالایی پرتاب شد اما به آن آویزان شد و فقط یک پای آن با زمین برخورد کرد و در نهایت برنده مسابقه نیز شد). دخالت کردن افراد دیگر در این مسابقه اشکالی ندارد و مسابقه بدون رد صلاحیت می‌باشد و استفاده از وسایل بیرون رینگ نیز مشکلی ندارد. در نهایت کشتی‌گیری که اصلا حذف نشده برنده مسابقه است.
مسابقه رویال رامبل هم برای مردان و هم برای زنان برگزار می‌شود؛ نخستین مسابقه برای مردان در سال ۱۹۸۸ و برای زنان در ۲۰۱۸ برگزار شد. برنده این مسابقه، حق مسابقه برای عنوان قهرمانی جهانی به انتخاب خودشان را در رویداد رسلمنیا که بزرگ‌ترین رویداد سالانه دبلیودبلیوئی است، دریافت می‌کنند. استون کلد استیو آستین، تنها کسی است که ۳ بار برنده رویال رامبل شده است (۱۹۹۷، ۱۹۹۸ و ۲۰۰۱).

### کازینو بتل رویال
این نوع مسابقه اختصاصا توسط ای‌ئی‌دبلیو برگزار می‌شود. این یک بتل رویال با قوانین اصلاح‌شده است که ۲۱ شرکت‌کننده دارد. این مسابقه با گروهی متشکل از پنج کشتی‌گیر آغاز می‌شود و هر سه دقیقه، گروه دیگری متشکل از پنج کشتی‌گیر وارد می‌شود، در حالی که شرکت‌کننده بیست و یکم و آخر به تنهایی وارد می‌شود. کشتی‌گیران بر اساس خال‌هایی که از یک دسته کارت بیرون کشیده‌اند - پیک، الماس، گشنیز یا قلب - گروه‌بندی می‌شوند و ترتیب ورود هر گروه بر اساس قرعه‌کشی تصادفی کارت‌ها است. شرکت‌کننده بیست و یکم و آخر، کشتی‌گیری است که جوکر را بیرون کشیده است. برنده، حق مسابقه برای عنوان قهرمانی جهانی ای‌ئی‌دبلیو یا عنوان قهرمانی جهانی زنان ای‌ئی‌دبلیو را دریافت می‌کند.
اولین کازینو بتل رویال در طول پیش‌نمایش نخستین پی‌پرویوی ای‌ئی‌دبلیو، دابل اور ناثینگ در سال ۲۰۱۹ و صرفا برای مردان برگزار شد که برنده آن، حق مسابقه برای عنوان قهرمانی جهانی ای‌ئی‌دبلیو را در رویداد آل اوت همان سال دریافت می‌کرد. دومین مسابقه کازینو بتل رویال، تماما زنانه بود و در طول پیش‌نمایش رویداد آل اوت فوق‌الذکر برگزار شد. برنده این مسابقه نیز برای تعیین نخستین قهرمان عنوان جهانی زنان ای‌ئی‌دبلیو در اولین قسمت از برنامه تلویزیونی هفتگی ای‌ئی‌دبلیو داینامایت، وارد مسابقه می‌شد. سومین مسابقه کازینو بتل رویال که صرفا برای مردان بود، در آل اوت ۲۰۲۰ برگزار شد و برنده، حق یک مسابقه قهرمانی جهان ای‌ئی‌دبلیو در آینده را دریافت کرد.

## مسابقه سینمایی
یک مسابقه سینمایی از نظر فنی خود یک نوع مسابقه نیست، بلکه اصطلاحی است که برای اشاره به مسابقاتی استفاده می‌شود که با تکنیک‌های مختلف سینمایی تولید می‌شوند. قوانین از مسابقه‌ای به مسابقه دیگر متفاوت است، اما عموماً ریشه در کشتی هاردکور دارند. برخلاف یک مسابقه کشتی حرفه‌ای معمولی که در یک برداشت و معمولاً در مقابل تماشاگران زنده انجام می‌شود، مسابقات سینمایی طی چندین ساعت فیلمبرداری می‌شوند و صحنه‌های مختلفی فیلمبرداری می‌شوند،؛ شبیه به فیلمسازی، با بودجه‌ای بالاتر. محصول نهایی (مسابقه کامل) عموما بین ۲۰ تا ۴۰ دقیقه طول می‌کشد و بعداً، معمولاً برای یک پی‌پرویو، پخش می‌شود. آنها همچنین معمولا در محل یا در یک دکور سفارشی فیلمبرداری می‌شوند.
این نوع مسابقه در سال ۲۰۲۰ به دلیل دنیاگیری کووید-۱۹ بیشتر شد؛ این همه‌گیری از مارس همان سال بر صنعت کشتی حرفه‌ای تأثیر گذاشت و پروموشن‌ها را مجبور به برگزاری رویدادها پشت درهای بسته کرد. دبلیودبلیوئی بین مارس و اوت، چندین مسابقه سینمایی را در پی‌پرویوهای خود برگزار می‌کرد که به خاطر دو مسابقه‌ای که در رسلمنیا ۳۶ رخ داد، بسیار مورد تحسین قرار گرفت؛ یک مسابقه بون‌یارد بین آندرتیکر و ای جی استایلز، که یک مسابقه زنده به گور بود که در یک گورستان سفارشی در منطقه اورلاندو برگزار شد، و یک مسابقه Firefly Fun House بین جان سینا و «د فیند» بری وایت (اگرچه این مسابقه با پین کردن سینا توسط د فیند در رینگ به پایان رسید، اما خود مسابقه به صورت سکانس‌هایی از دوران حرفه‌ای سینا بود که نقص‌های شخصیتی او را نشان می‌داد؛ بخش‌های مختلف در دفتر مرکزی دبلیودبلیوئی در استمفورد، کنتیکت فیلمبرداری شدند). پس از این، مسابقات سینمایی در ماه مه در مانی این د بنک برگزار شد که مسابقات بر سر چمدان‌های مردان و زنان در دفتر مرکزی دبلیودبلیوئی برگزار شدند و چمدان‌ها در طبقه آخر ساختمان قرار داشتند؛ و یا در ژوئن، مسابقه تک به تک با تولید سینمایی بین اج و رندی اورتن در بک‌لش ۲۰۲۰ (که به عنوان «بزرگترین مسابقه کشتی کج تاریخ» تبلیغ شد) و یک مبارزه Wyatt Swamp بین بری وایت و براون استرومن در اکستریم رولز در ماه ژوئیه. پس از ایجاد تاندردوم در ماه اوت، استفاده از مسابقات سینمایی بسیار کاهش یافت؛ زیرا این استیج به هواداران اجازه می‌دادند تا به صورت مجازی در این رویدادها شرکت کنند. با این حال برخی مسابقات سینمایی نیز در دوران تاندردوم رخ داد؛ مخصوصا مسابقاتی که رندی اورتن، «د فیند» بری وایت و الکسا بلیس در آن حضور داشتند از تکنیک‌های سینمایی استفاده شد؛ مانند مسابقه Firefly Inferno بین اورتن و دِ فیند در تی‌ال‌سی در ماه دسامبر، که در آن اورتن تمام بدن د فیند را به آتش کشید، و یک مسابقه بین جنسیتی بین اورتن و بلیس در فست‌لین در مارس ۲۰۲۱، که در آن بلیس از قدرت‌های ماوراءالطبیعه استفاده کرد. با شروع تورهای زنده در ژوئیه ۲۰۲۱، دبلیودبلیوئی تولید مسابقات سینمایی را متوقف کرد.

## مسابقات حبس
برخی از مسابقات دارای یک فضای شبیه به کانتینر در داخل یا نزدیکی رینگ هستند که هدف از آن، به دام انداختن کشتی‌گیر حریف در آن است. همه این مسابقات تحت قوانین سختگیرانه انجام می‌شوند و بسیاری از این مسابقات نام کانتینر را به خود می‌گیرند؛ مانند مسابقه آمبولانس و مسابقه تابوت. نوع مشابهی از مسابقه با هدف مهار کشتی‌گیران حریف به نحوی انجام می‌شود و مسابقه اغلب نام وسیله مهار کننده، مثلا برانکارد را به خود می‌گیرد. هیچ یک از این مسابقات نمی‌تواند به پین‌فال، سابمیشن، کانت‌اوت یا دیسکالیفه ختم شود.
کانتینرهای رایج مورد استفاده برای این مسابقات عبارتند از تابوت (که به شخصیت «مرد مرده» آندرتیکر گره خورده است)، آمبولانس، کامیون‌های حمل زباله، نعش‌کش (که به عنوان «مسابقه آخرین سواری» شناخته می‌شود و مجددا مرتبط با شخصیت «مرد مرده» آندرتیکر است) و برانکارد.

### مسابقه آمبولانس
مسابقه آمبولانس تحت قوانین سختگیرانه‌ای برگزار می‌شود؛ بدون پین‌فال، بدون سابمیشن، بدون رد صلاحیت شدن و بدون کانت‌اوت. تنها راه پیروزی این است که کشتی‌گیر، حریف خود را به زور به پشت آمبولانس ببرد و در را ببندد. اولین مسابقه آمبولانس در سروایور سریز ۲۰۰۳ برگزار شد که در آن کین، شین مک‌من را شکست داد. دومین مسابقه در الیمینیشن چمبر ۲۰۱۲ برگزار شد که مجددا کین از شرکت‌کنندگان بود. حریف او جان سینا بود که در این مسابقه پیروز شد؛ جایی که یک قانون اضافی اضافه شد که آمبولانس برای پیروزی باید از آنجا خارج شود. سومین مسابقه آمبولانس بخشی از مسابقه سه ایستگاه جهنم در پی‌بک ۲۰۱۳ در روزمونت، ایلینوی بین جان سینا و رایبک برای عنوان قهرمانی دبلیودبلیوئی بود. آخرین مسابقه آمبولانس که در برندهای اصلی دبلیودبلیوئی رخ داد، بین درو مکینتایر و رندی اورتن در نبرد قهرمانان ۲۰۲۰ برای عنوان قهرمانی دبلیودبلیوئی بود که با پیروزی مکینتایر به اتمام رسید. مسابقات برانکارد در ای‌ئی‌دبلیو نیز شامل قوانین مسابقه آمبولانس است که در آن هدف این است که حریف خود را روی برانکارد قرار داده، برانکارد را به پشت آمبولانس بغلتانید و هر دو در را ببندید تا پیروز شوید.

### مسابقه زنده به گور
مسابقه زنده به گور (به انگلیسی: Buried Alive match)، مسابقه‌ای از نوع بدون رد صلاحیت است که هدفش به این صورت است که یک کشتی‌گیر باید حین مشاهده کامل داور مسابقه، حریفش را به درون گوری بیندازد که اغلب در قسمت ورودی بیرون رینگ مهیا شده‌است؛ البته این تمام کار نیست و او بعد از آن هم باید حریف را در آن گور دفن کند یعنی با بیل که در آنجا قرار دارد بر روی حریف خاک بریزد. حداقل باید به اندازه ده بار بیل زدن اینکار طول بکشد (به نشانه شمارش داور تا ده). لوازمی مانند بیل و فرغون و بولدوزر هم وجود دارد تا کشتی‌گیر بتواند بطور کامل حریفش را دفن کند. تاکنون در همه مسابقات برگزار شده از این نوع، یک طرف مسابقه آندرتیکر بوده‌است.
یک مسابقه سینمایی زنده به گور بین آندرتیکر و ای‌جی استایلز برای رسلمنیا ۳۶ برگزار شد که به آن «مسابقه بون‌یارد» گفته شد. این مسابقه به جای رینگ، در فضای باز و در مکانی شبیه قبرستان در نزدیکی یک انبار متروکه در اورلاندو برگزار شد.

### مسابقه تابوت

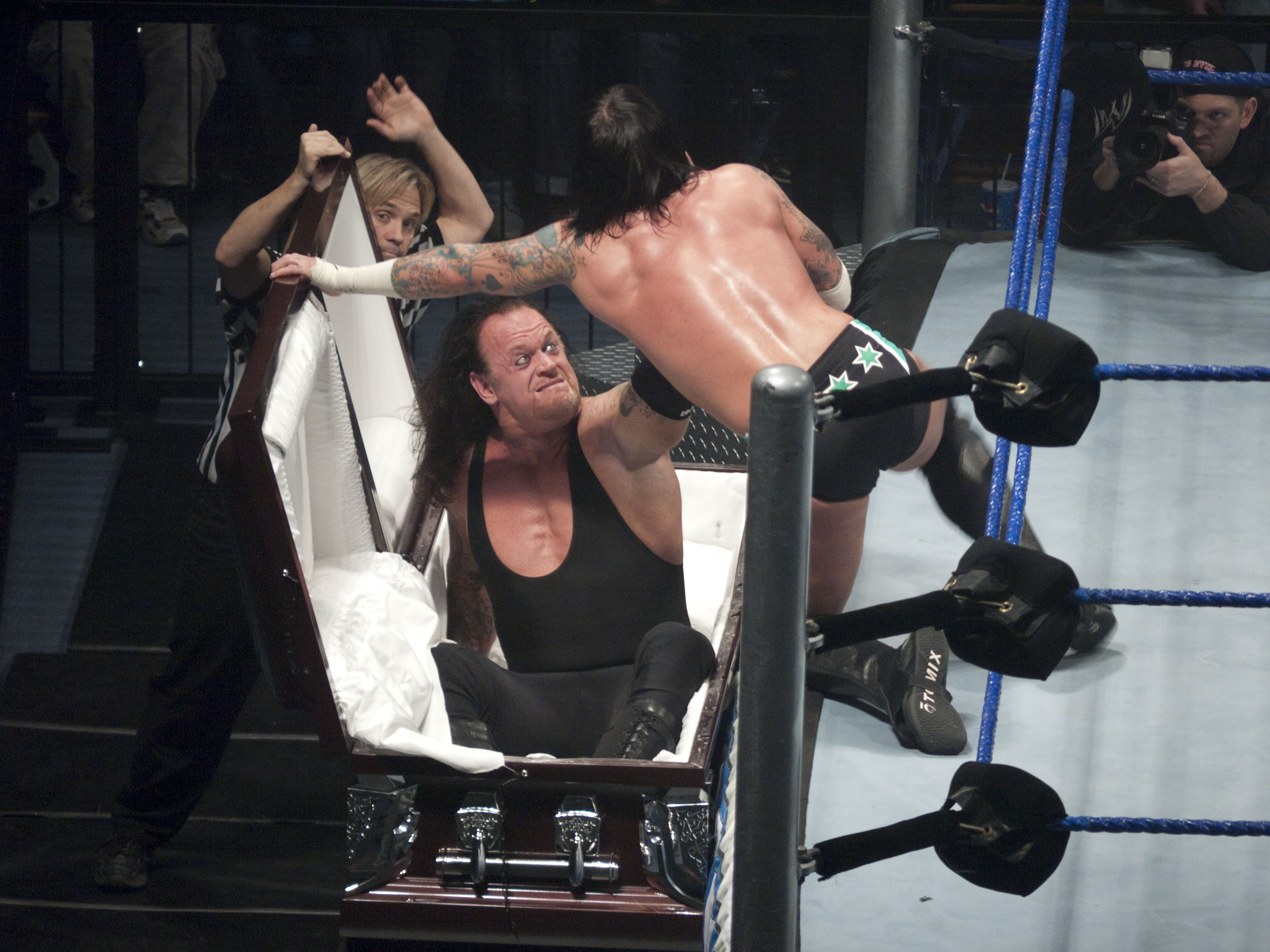
آندرتیکر در یک مسابقه تابوت مقابل سی‌ام پانک

در مسابقه تابوت (به انگلیسی: Casket match)، یک تابوت در نزدیکی رینگ دارد که هدف آن به دام انداختن کشتی‌گیر حریف در داخل آن است. نخستین مسابقه تابوت در دهه ۱۹۷۰ بین داستی رودز و ایوان کولوف صورت گرفت. مسابقه تابوت به عنوان یکی از مسابقات شاخص آندرتیکر بعدها احیا شد و اولین بار در سروایور سریز ۱۹۹۲ در مقابل کامالا در تلویزیون برگزار شد. تاکنون ۱۷ مسابقه تابوت برگزار شده است که برنده ۱۱ مورد از آن، آندرتیکر بوده است. بیستمین مسابقه تابوت که اولین مسابقه پس از بازنشستگی آندرتیکر بود، در ان‌اکس‌تی هالووین هاوک ۲۰۲۲ برگزار شد که گریسون والر در مقابل آپولو کروز قرار گرفت که در آن کروز برنده شد. دبلیودبلیوئی اولین مسابقه تابوت زنان خود را در قسمت ۲۹ اکتبر ۲۰۲۴ از ان‌اکس‌تی با حضور تاتوم پاکسلی و وندی چو برگزار کرد که در آن پاکسلی برنده شد.
علاوه بر دبلیودبلیوئی، مسابقه تابوت در پروموشن‌های دیگری نظیر ای‌ئی‌دبلیو و تی‌ان‌ای نیز صورت گرفته است. نسخه ملایم‌تر دیگری از مسابقه تابوت نیز در مواردی برگزار شده است که پیروزی با قرار دادن حریف در تابوت به دست نمی‌آید، بلکه با پین‌فال یا سابمیشن به دست می‌آید؛ با این حال، کشتی‌گیر شکست‌خورده پس از پایان مسابقه در تابوت قرار می‌گیرد.

### مسابقه سطل زباله
مسابقه سطل زباله (به انگلیسی: Dumpster match)، یک مسابقه هاردکور بدون رد صلاحیت، بدون تسلیم، بدون شمارش آرا و بدون پین‌فال است که در آن تنها هدف پیروزی، انداختن حریف به داخل یک سطل زباله و بستن درب آن است. اولین مسابقه در رسلمنیا ۱۴ برگزار شد که در آن نیو ایج اوتلاوز (بیلی گان و رود داگ) در مقابل کاکتوس جک و چینساو چارلی قرار گرفت.
آخرین مسابقه سطل زباله که برگزار شد، در قسمت ۴ اکتبر ۲۰۲۴ از اسمک‌داون بود که در آن میچین، موفق به شکست چلسی گرین شد.

### مسابقه آخرین سواری
مسابقه‌ی آخرین سواری (به انگلیسی: Last Ride match)، یک مسابقه‌ی هاردکور شبیه به مسابقه آمبولانس است که در آن شرط پیروزی برای یک کشتی‌گیر این است که حریف خود را به عقب یک نعش‌کش ببرد، در را ببندد و او را از میدان مسابقه بیرون کند. اولین مسابقه از این نوع در نو مرسی ۲۰۰۴ اتفاق افتاد که در آن، آندرتیکر، جی‌بی‌ال را برای عنوان قهرمانی دبلیودبلیوئی به چالش کشیده بود. دومین مسابقه از این نوع در آرماگدون ۲۰۰۶ اتفاق افتاد، زمانی که آندرتیکر، موفق به شکست مستر کندی شد.

## مسابقات در محیط بسته
برخی از مسابقات در محیط‌های بسته خاصی برگزار می‌شوند. اگرچه اکثر این محوطه‌ها یا در داخل یا اطراف رینگ قرار گرفته‌اند، اما برخی از آنها جدا از آن قرار گرفته‌اند. اکثر مسابقات مبتنی بر محوطه با پین‌فال یا سابمیشن تعیین می‌شوند، مگر اینکه از قبل شرایط خاص دیگری تعیین شده باشد.

### مسابقه قفس فولادین

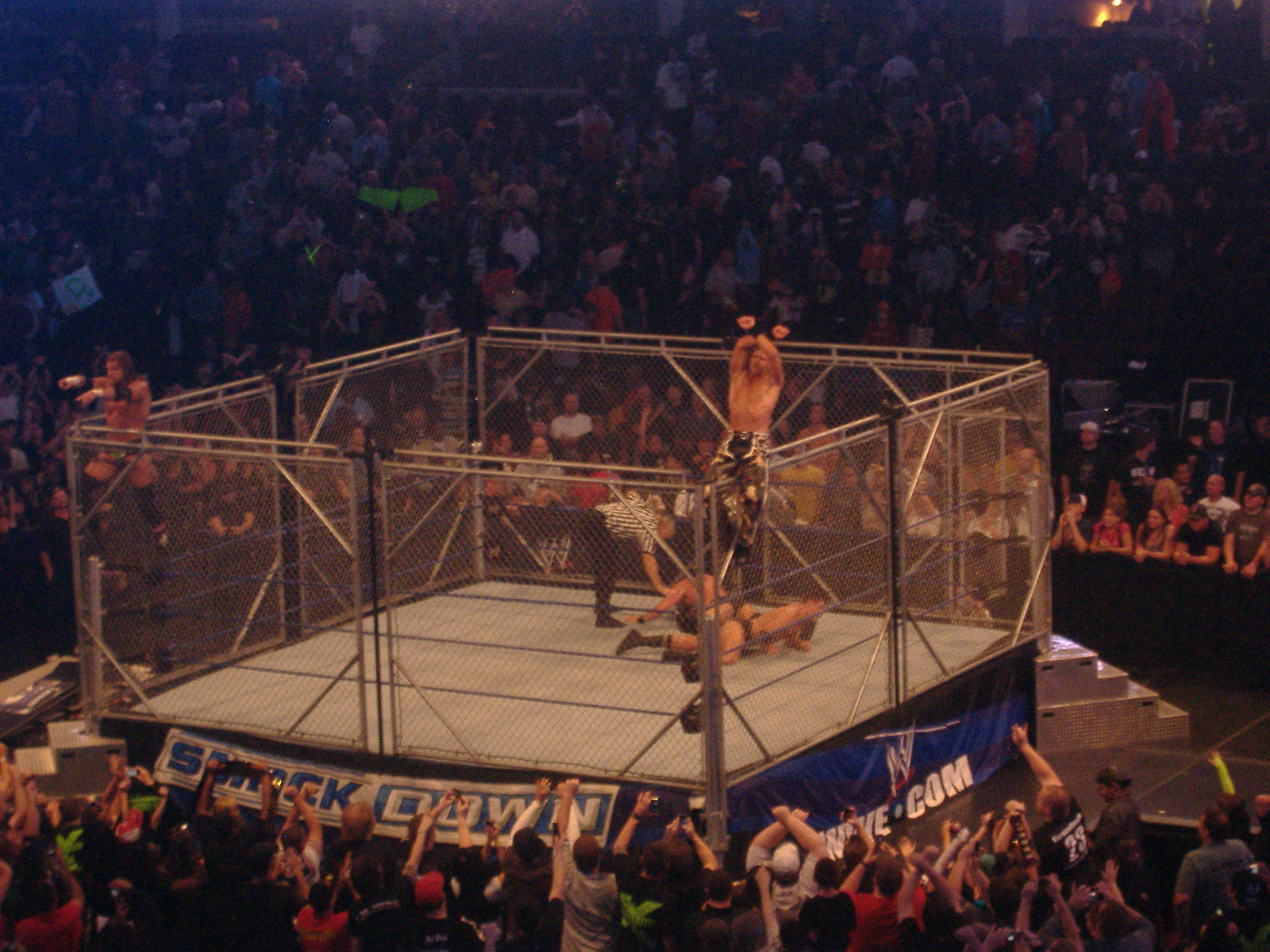
پیروزی دی جنریشن اکس (تریپل اچ و شاون مایکلز) در مقابل لگاسی (کودی رودز و تد دیبیاسی جونیور) در مسابقه قفس فولادین در شوی اسمک‌داون (سپتامبر ۲۰۰۹)

مسابقه قفس فولادین (به انگلیسی: Steel cage match) یکی از قدیمی‌ترین شکل‌های حصار مورد استفاده در کشتی حرفه‌ای هستند. اولین «مسابقه قفس فولادین» شناخته شده، در ۹ ژانویه ۱۹۳۶ در کاروترزویل، میزوری، برگزار شد که شامل دو مسابقه «حصار توری مرغی» بود. این مسابقات در رینگی که با توری مرغی احاطه شده بود، برگزار شد تا ورزشکاران در داخل نگه داشته شوند و از هرگونه تداخل احتمالی جلوگیری شود. حصار اطراف رینگ در طول زمان تکامل زیادی یافته و از توری مرغی به میله‌های فولادی و سپس به فنس‌های زنجیری تغییر یافته‌اند (دومی اکنون استاندارد است، زیرا تولید آن ارزان‌تر، حمل و نقل آن سبک‌تر و انعطاف‌پذیرتر و در نتیجه برای کشتی‌گیران ایمن‌تر است).
مسابقه قفس فولادین، مسابقه‌ای است که در قفسی انجام می‌شود که با قرار دادن ورق‌های فلزی مشبک در اطراف، داخل یا در مقابل لبه‌های رینگ کشتی تشکیل شده است. رایج‌ترین راه برنده شدن، فرار ساده از قفس است، یا از بالای دیوار قفس و لمس هر دو پا به کف میدان، یا فرار از در قفس در حالی که هر دو پا به کف میدان لمس می‌کنند. راه‌های دیگر برای برنده شدن در مسابقه قفس فولادی، پین‌فال یا سابمیشن است. اگر کشتی‌گیری بخواهد از در فرار کند، باید قبل از تلاش برای فرار از کمک داور بخواهد که در را باز کند. اگر در حین فرار او وقفه‌ای ایجاد شود و به هر نحوی ضربه بخورد، قفل دوباره قفل می‌شود.

### مسابقه الیمینیشن چمبر

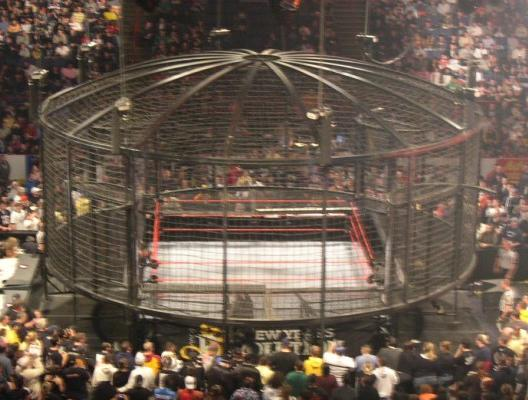
ساختار قدیمی الیمینیشن چمبر

الیمینیشن چمبر (به انگلیسی: Elimination Chamber match؛ که در آلمان با نام «بدون فرار» یا No Escape شناخته می‌شود تا از ارجاع به اتاق‌های گاز در هولوکاست جلوگیری شود)، نتیجه ایده‌ای از تریپل اچ بود و توسط اریک بیشاف برای دبلیودبلیوئی در سال ۲۰۰۲ معرفی شد. این مسابقه شامل یک قفس فولادی با محفظه‌ای قفل شده با زنجیر و دارای میله‌های نگهدارنده است که کل رینگ را احاطه کرده است. در داخل قفس و در گوشه‌های رینگ، یک محفظه شفاف وجود دارد که در آن شرکت‌کنندگان منتظر می‌مانند تا به مسابقه بپیوندند. همانطور که از نام مسابقه پیداست، این یک مسابقه به سبک حذف است؛ بنابراین کشتی‌گیران یک به یک از طریق پین‌فال یا سابمیشن حذف می‌شوند تا زمانی که فقط یک نفر باقی بماند.

### مسابقه هِل این اِ سِل

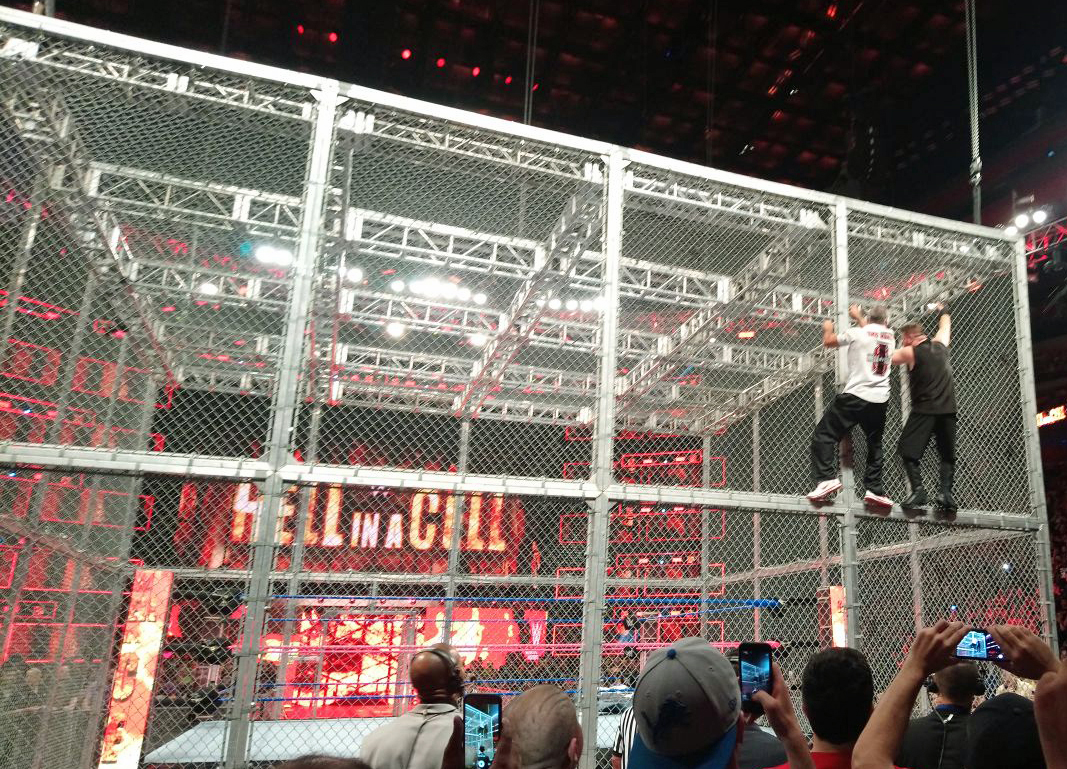
شین مک‌من و کوین اونز، بیرون از قفس «هل این ا سل» در ۲۰۱۷

مسابقه هِل این اِ سل (به انگلیسی: Hell in a Cell match)، نوع خاصی از مسابقه‌ی محصور است که توسط دبلیودبلیوئی در داخل یک قفس فولادی مکعبی‌شکل چهار طرفه بزرگ ساخته شده از نرده‌های توری فولادی با بافت باز برگزار می‌شود که تا بالای رینگ امتداد دارد و بین لبه‌ رینگ و نرده‌ قفس فاصله ایجاد می‌کند. برخلاف قفس فولادی معمولی، نرده‌ی قفس به صورت سقف در بالای رینگ ادامه می‌یابد، از این رو نام آن «Cell» است. برخلاف یک مسابقه‌ی قفس استاندارد، هیچ بند فراری وجود ندارد زیرا پس از ورود مبارزان به قفس، درب آن توسط داوران با زنجیر و قفل از بیرون قفل می‌شود تا از فرار مبارزان جلوگیری شود (اگرچه در مسابقات هل این ا سل بسیار رایج بوده است که کشتی‌گیران به طریقی از قفس خارج شده و حتی به سقف قفس نیز بروند). این مسابقه بدون رد صلاحیت است و فقط می‌توان از طریق پین‌فال یا سابمیشن در داخل رینگ برنده شد (به استثنای هل این ا سل ۲۰۱۸ و ۲۰۱۹ که مسابقه برای عنوان قهرمانی یونیورسال، بدون نتیجه به پایان رسید).
این مسابقه معمولاً در پی‌پرویوها برگزار می‌شود (فقط پنج استثنا وجود داشته است: چهار مسابقه که در راو برگزار شد: دو مسابقه در سال ۱۹۹۸، یکی در سال ۲۰۱۱ (به عنوان یک مسابقه بدون پخش تلویزیونی) و یکی در سال ۲۰۲۱؛ و یک مسابقه در اسمک‌داون در ۲۰۲۱). بسیاری از کشتی‌گیران در طول این مسابقات (به ویژه میک فولی) به دلیل ضربات خطرناک و حصارهای زنجیری قفس، به طور واقعی آسیب دیدند. در کی‌فیب، این مسابقه به عنوان خطرناک‌ترین مسابقه در کل پروموشن دبلیودبلیوئی در نظر گرفته می‌شود. جیم راس از خود قفس به عنوان «یک سازه شیطانی» که «به طور سفارشی برای آسیب ساخته شده است» یاد کرده است. تا به امروز ۵۳ مسابقه هل این ا سل برگزار شده است که آندرتیکر در ۱۴ مسابقه (و آخرین مسابقه‌اش در رسلمنیا ۳۲) شرکت کرده است، که بیشتر از هر کشتی‌گیر دیگری است. اولین مسابقه هل این ا سل بین آندرتیکر و شاون مایکلز در بد بلاد در سنت لوئیس در اکتبر ۱۹۹۷ برگزار شد.

### مسابقه رینگ آتش
در یک مسابقه رینگ آتش که در انگلیسی با نام‌های Inferno و Ring of fire نیز شناخته می‌شود، رینگ به محض ورود هر دو مدعی به رینگ، کاملا توسط شعله‌های آتش احاطه می‌شود. تنها راه پیروزی، آتش زدن حریف است؛ بنابراین مسابقه بدون رد صلاحیت، بدون پین‌فال، بدون تسلیم و بدون کانت‌اوت است. مسابقات جهنمی معمولا در بیرون رینگ به پایان می‌رسد؛ به این ترتیب، امدادگران می‌توانند به بازنده مسابقه کمک کنند. به دلیل ماهیت بالقوه خطرناک این نوع مسابقه، این نوع مسابقه به ندرت در آمریکای شمالی دیده می‌شود. تا دسامبر ۲۰۲۰، تنها شش مسابقه رینگ آتش در دبلیودبلیوئی برگزار شده است که تقریبا در یک طرف این مسابقه، کین حضور داشته است و به نوعی این مسابقه، مسابقه ویژه او است.
نخستین مسابقه رینگ آتش دبلیودبلیوئی میان کین و آندرتیکر در آنفورگیون ۱۹۹۸ در گرینزبورو، کارولینای شمالی برگزار شد که در آن، متخصصان جلوه‌های ویژه و آتش‌بازی از هالیوود آورده شده بودند تا آتش را در اطراف رینگ برپا و کنترل کنند. کین از رینگ به بیرون پرتاب شده بود و آندرتیکر هیچ راهی برای حمله به او نداشت، مگر اینکه او نیز از رینگ خارج می‌شد. این مسابقه با پیروزی آندرتیکر به پایان رسید. آخرین مسابقه رینگ آتش نیز که تاکنون برگزار شده است در تی‌ال‌سی ۲۰۲۰ بین «د فیند» بری وایت و رندی اورتن صورت گرفت.

### مسابقه زندان پنجابی

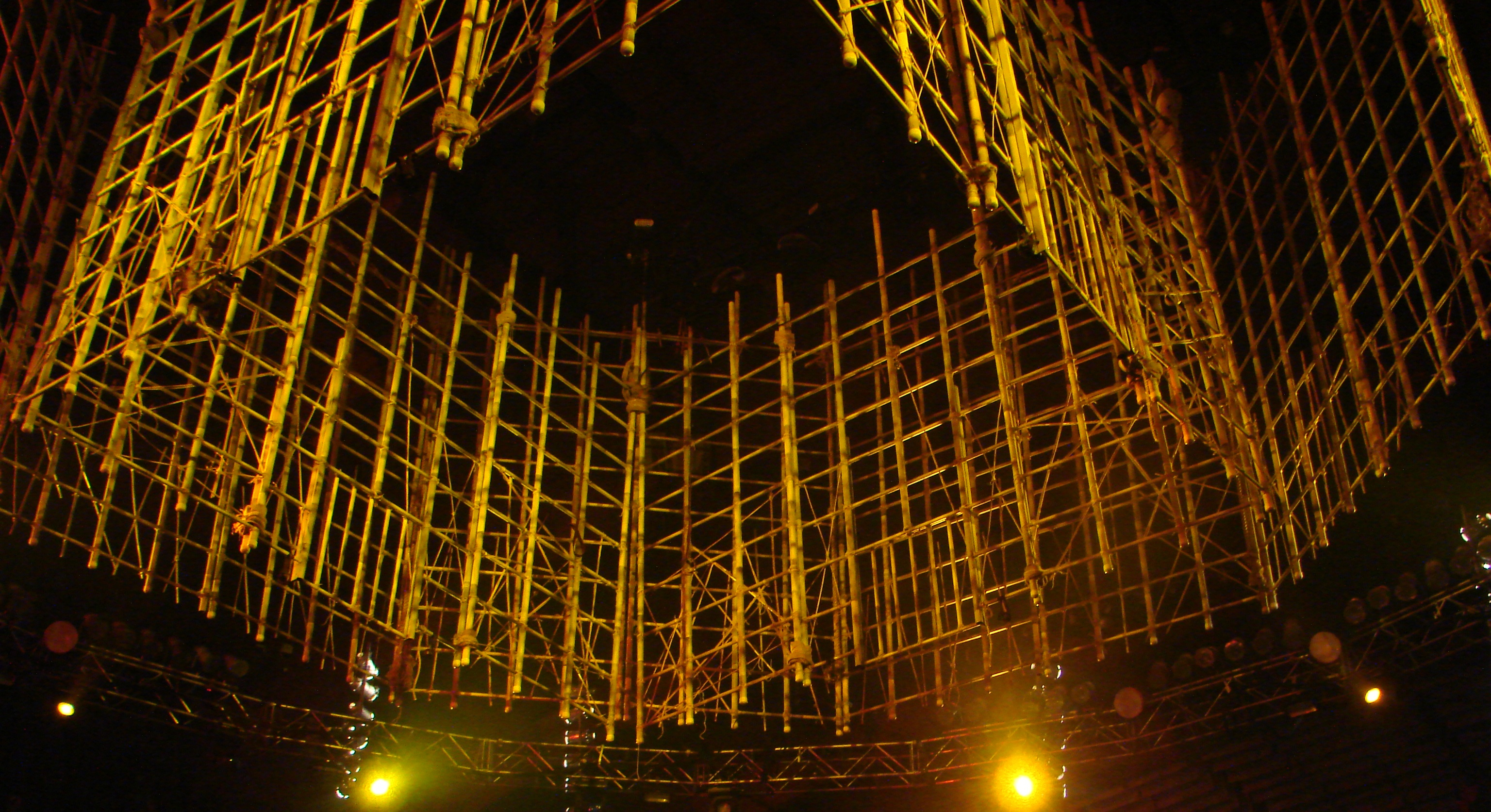
شکل قفس‌های زندان پنجابی

مسابقه زندان پنجابی، که به نام ایالت پنجاب نامگذاری شده است و گریت کالی (بنیان‌گذار این مسابقه) از آن گرفته شده است، از دو قفس بزرگ بامبوی تقویت‌شده با فولاد تشکیل شده است. قفس اول چهار طرفه است و ۴/۸ متر (۱۶ فوت) ارتفاع دارد، در حالی که قفس دوم هشت طرفه است و ۶ متر (۲۰ فوت) ارتفاع دارد و قفس اول را احاطه کرده است.
قفس داخلی دارای یک در چهار فوتی (۱/۲ متر) در چهار فوت در هر طرف خود است که یک داور در کنار آن ایستاده تا به درخواست کشتی‌گیر آنها را باز کند. هر در فقط یک بار می‌تواند باز شود و فقط اجازه دارد شصت ثانیه باز بماند و پس از آن قفل می‌شود. اگر هر چهار در قبل از فرار کشتی‌گیران قفل شوند، آنها مجبور می‌شوند از بالای آن بالا بروند، جایی که بامبو به شکل میخ ساخته شده است. بین این دو قفس گاهی اوقات دو میز قرار می‌گیرد که روی آنها سلاح (هر دو نوع «قرون وسطایی» و «بامبو» از سلاح‌های استاندارد کشتی) قرار دارد. همچنین تسمه‌های بلندی در گوشه‌های قفس وجود دارد که می‌توان از آنها برای خفه کردن حریف استفاده کرد. هنگامی که یک کشتی‌گیر از قفس اول فرار می‌کند، باید از قفس دوم بالا برود و خارج شود، زمانیکه هر دو پای کشتی‌گیر اول به زمین مسابقه برخورد کند، او برنده مسابقه می‌شود.
این مسابقه با تغییراتی در سال ۲۰۱۷ به عنوان مین‌اونت رویداد بتل‌گراند احیا شد که در آن جیندر ماهال از عنوان قهرمانی دبلیودبلیوئی مقابل رندی اورتن دفاع کرد. گریت کالی نیز با یک حضور غافلگیرکننده، به ماهال در این مسابقه کمک کرد که با پیروزی ماهال این مسابقه به اتمام رسید.

### مسابقه وار گیمز
مسابقه وار گیمز، شامل دو رینگ است که توسط یک قفس فولادی محصور (معمولاً با سقف) احاطه شده‌اند و دو تیم (یا گاهی سه تیم) از چهار یا پنج کشتی‌گیر رو در روی یکدیگر قرار دارند. پس از اینکه بخشی از مسابقه به صورت تک به تک برگزار شد، اعضای دو تیم به نوبت و با فواصل زمانی مشخص وارد رینگ دیگر می‌شوند. پس از ورود اعضای هر دو تیم به رینگ، اولین تیمی که بتواند بر یکی از اعضای تیم مقابل، سابمیشن یا تسلیم شود، برنده اعلام می‌شود. بسته به قوانین استفاده شده، یک تیم همچنین می‌تواند با کسب ناک‌اوت یا پین‌فال نیز برنده شود.
این مسابقه نخستین بار در رویداد گریت امریکن بش در پروموشن جی‌سی‌پی و بعد دبلیوسی‌دبلیو در رویداد فال براول برگزار شد. ای‌سی‌دبلیو نیز نسخه مخصوصی از وار گیمز را با نام آلتیمیت ژئوپاردی یا Ultimate Jeopardy برگزار می‌کرد که در آن، سلاح‌ها در دسترس بودند، تعداد پین‌فال‌ها محاسبه می‌شد و تیم بازنده باید عملی را به عنوان جریمه انجام می‌داد. در سال ۲۰۱۷، برند ان‌اکس‌تی از دبلیودبلیوئی شروع به برگزاری یک پی‌پرویو با نام ان‌اکس‌تی تیک اور: وار گیمز کرد که هر ساله برگزار می‌شد؛ با این تفاوت که قفس نسخه ان‌اکس‌تی وار گیمز سرپوشیده نبود. در سال ۲۰۲۲، این مسابقه به پی‌پرویوی سروایور سریز و برندهای اصلی دبلیودبلیوئی منتقل شد.
در سال ۲۰۲۱، ای‌ئی‌دبلیو نیز مسابقه وار گیمز را با نام بِلاد اَند گاتس یا Blood & Guts در شوی داینامایت برگزار کرد. ای‌ئی‌دبلیو ، قوانین وار گیمز را که توسط دبلیوسی‌دبلیو استفاده می‌شد، یعنی قفس سرپوشیده و بدون پین‌فال، را اتخاذ کرد.

## مسابقه هندیکپ
مسابقه هندیکپ به هر مسابقه‌ای گفته می‌شود که یک کشتی‌گیر یا تیمی از کشتی‌گیران را در مقابل تیمی از کشتی‌گیران دیگر با برتری عددی، مانند دو در مقابل یک یا سه در مقابل دو، قرار می‌دهد. معمولا تعداد فیس‌ها (شخصیت مثبت) کمتر است و هیل‌ها (شخصیت منفی) اعضای بیشتری در تیم خود دارد تا برتری ناعادلانه‌ای ایجاد کند. در برخی از مسابقات هندیکپ دو به یک، تیمی که تعداد نفرات بیشتری دارد، طبق قوانین تگ تیم عمل می‌کند و هر بار یک نفر در رینگ حضور دارد.

## مسابقات هاردکور
کشتی هاردکور، خشن‌ترین و خونین‌ترین نوع کشتی حرفه‌ای، زیرمجموعه‌ای است که در آن برخی یا همه قوانین سنتی اعمال نمی‌شود. اغلب این به سادگی به این معنی است که هیچ رد صلاحیتی وجود ندارد، که خود کانت‌اوت را حذف می‌کند، و گاهی اوقات اجازه می‌دهد تصمیمات در هر جایی گرفته شود. اکثر مسابقات هاردکور اغلب ترکیبی از انواع مسابقات را در یک مسابقه دارند. برخی از پروموشن‌ها نظیر ای‌سی‌دبلیو به صورت اختصاصی ریشه در کشتی هاردکور دارند.

### مسابقه هاردکور
یک مسابقه هاردکور استاندارد، یک مسابقه بدون رد صلاحیت، بدون کانت‌اوت و شمارش پین‌فال در هر جا است که در آن تنها قانون (مگر اینکه به طور خاص ذکر شده باشد) این است که کشتی‌گیر با پین کردن حریف یا وادار کردن آن به تسلیم، پیروز مسابقه می‌شود. در غیر این صورت، هر چیزی مجاز است: از هر سلاحی می‌توان استفاده کرد، هر تعداد کشتی‌گیر که در مسابقه ثبت نشده‌اند می‌توانند درگیر شوند، هر کشتی‌گیری که در مسابقه ثبت شده است را می‌توان در هر نقطه پین کرد و هر حرکتی را می‌توان استفاده کرد (به جز حرکاتی که توسط پروموشن از قبل ممنوع شده است). مسابقات هاردکور در دهه ۱۹۷۰ در ژاپن و سپس در دهه ۱۹۹۰ در ایالات متحده در پروموشن‌هایی مانند ای‌سی‌دبلیو و بعدا دبلیودبلیوئی رواج یافت. اشیائی مانند صندلی‌های فولادی، میزهای چوبی، نردبان‌ها، پله‌های رینگ کشتی، چوب‌های کندو، چوب‌های بیسبال، آرد، سطل‌های زباله استوانه‌ای فلزی، درب سطل‌های زباله و علائم راهنمایی و رانندگی اغلب در مسابقات هاردکور به کار می‌روند.

### مسابقه بدون مجوز
نوعی از مسابقه هاردکور، مسابقه بدون مجوز یا (به انگلیسی: Unsanctioned match) است. علاوه بر اینکه مسابقه هیچ قانونی ندارد و هدف آن رسیدن به پین‌فال یا سابمیشن در هر جایی است، این مسابقه رسما توسط پروموشن به رسمیت شناخته نمی‌شود (مثلا در ای‌ئی‌دبلیو، که نتیجه این مسابقه در رکورد برد-باخت کشتی‌گیر لحاظ نمی‌شود). در کی‌فیب، این مسابقه بعضی اوقات در زمانی استفاده می‌شود که یک کشتی‌گیر به دست کشتی‌گیر دیگر «آسیب دیده» است و می‌خواهد انتقام بگیرد اما «هنوز از نظر پزشکی آماده نیست»، بنابراین او با یک مسابقه بدون مجوز موافقت می‌کند که در آن پروموشن «مسئولیتی در قبال آسیب وارده در طول مسابقه ندارد».

### مسابقه مرگ

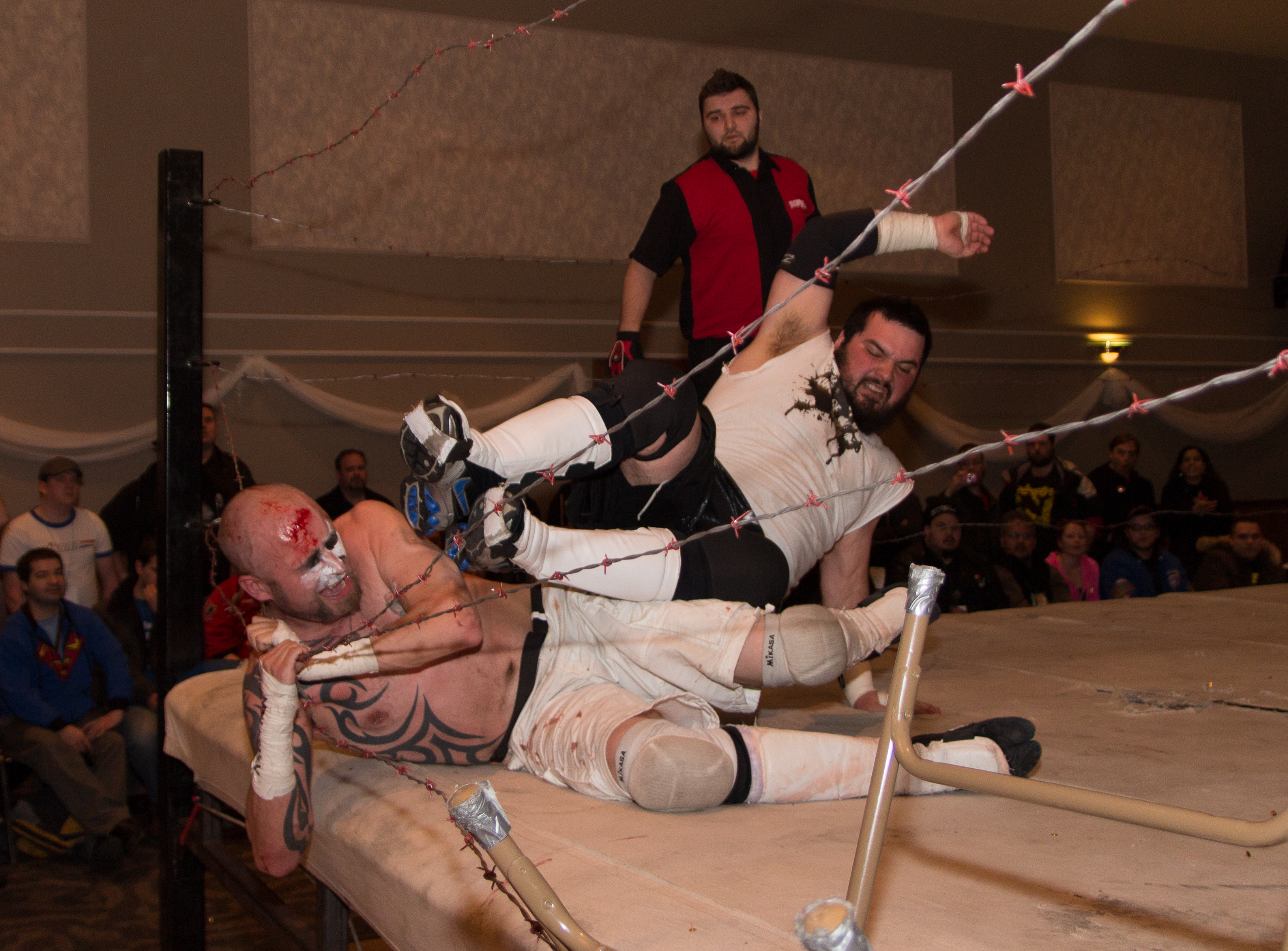
نوعی مسابقه مرگ که در آن، طناب‌های رینگ نیز با سیم خاردار جایگزین شده است.

یک نسخه شدیدتر از مسابقه هاردکور، مسابقه مرگ (به انگلیسی: Deathmatch) است که بسیار خشونت‌آمیزتر و خونین‌تر است. علاوه بر سلاح‌هایی که در مسابقه هاردکور استفاده می‌شود، مسابقات مرگ اغلب شامل عناصر خطرناک‌تری مانند پونز، آجر، میخ، منگنه‌کوب، مواد منفجره، سیم خاردار، لوله‌های نوری، خرده شیشه، ابزار باغبانی (از بیلچه گرفته تا علف‌زن) و حتی آتش تولید شده از گاز فندک یا بنزین است.

### مسابقه چشم در برابر چشم
مسابقه چشم در برابر چشم، مسابقه‌ای بسیار سخت است که تنها در صورتی برنده می‌شود که یکی از رقبا، کره چشم حریف را از حدقه بیرون بکشد. این مسابقه فقط یک بار بین ری میستریو و سث رالینز در نمایش ترسناک در اکستریم رولز ۲۰۲۰ برگزار شد. در این مسابقه، رالینز چشم میستریو را به گوشه پله‌های فولادی کنار رینگ هل داد و باعث شد که کره چشم میستریو بیرون بزند و رالینز پیروز شود.

### مسابقه شمارش پین‌فال در همه جا
مسابقه شمارش پین‌فال در همه جا (به انگلیسی: Falls count anywhere) اجازه می‌دهد تا پین‌فال‌ها در هر مکانی توسط داور شمارش شوند که این قانون، استاندارد مبنی بر اینکه پین‌فال‌ها باید داخل رینگ و بین طناب‌ها اتفاق بیفتند را نقض می‌کند و این مسابقات عمدتاً در خارج از رینگ برگزار می‌شوند. سابمیشن‌ها نیز ممکن است تحت پوشش این قانون باشند یا نباشند. این همچنین قانون معمول کانت‌اوت را حذف می‌کند. از آنجایی که مسابقه ممکن است در بخش‌های مختلف ورزشگاه برگزار شود، این نوع مسابقه تقریبا همیشه با یک شرط «عدم رد صلاحیت» همراه است تا مسابقه را به یک مسابقه‌ی سنگین تبدیل کند، به طوری که به کشتی‌گیران این امکان را بدهد که از هر وسیله‌ای که در هر کجا که کشتی می‌گیرند، استفاده کنند.

### مسابقه اولین خون
مسابقه اولین خون یا First blood یک مسابقه بدون رد صلاحیت، بدون تسلیم، بدون پین‌فال و بدون کانت‌اوت است که در آن اولین کشتی‌گیری که در هر جایی خونریزی کند، مسابقه را می‌بازد. بسته به جزئیات شرط، این ممکن است شامل خونریزی بینی باشد. اگرچه هیچ رد صلاحیتی وجود ندارد، اما نمی‌توان دخالت خارجی را که باعث خونریزی شرکت‌کننده می‌شود، مشاهده کرد. اولین باری که این نوع مسابقه از تلویزیون پخش شد، مسابقه استون کلد استیو آستین در مقابل کین در کینگ آو د رینگ ۱۹۹۸ بود. این نوع مسابقه از سال ۲۰۰۸ در دبلیودبلیوئی به جهت رعایت قوانین PG که در آن بایستی خون به ندرت نمایش داده شود، بسیار کاهش پیدا می‌کرد. آخرین مسابقه‌ای که با این شرایط در دبلیودبلیوئی برگزار شد، بین جان سینا و جی‌بی‌ال در وان نایت استند: اکستریم رولز ۲۰۰۸ بود. با این حال، در تی‌ان‌ای و در سال ۲۰۱۰، آنها اولین مسابقه اولین خون زنان را بین تارا و دفنی انجام دادند.

### مسابقه آخرین فرد باقی‌مانده
مسابقه آخرین فرد ایستاده یا Last man/woman standing، یک مسابقه به سبک هاردکور است که در آن تنها راه پیروزی بدین‌گونه است که حریف تا شمارش ۱۰ داور نتواند از جای خود بلند شود که مشابه قوانین ناک‌اوت مسابقات بوکس است؛ بنابراین پین‌فال، تسلیم شدن و یا رد صلاحیت در این مسابقه وجود ندارد. برای جلوگیری از باخت، کشتی‌گیر زمین خورده باید تا شمارش ده روی پاهای خود باشد، اما اگر در حین ریکاوری هنوز روی پاهای خود باشد و رینگ را ترک کند، داور حق شمارش ۱۰ را ندارد. به دلیل ماهیت هاردکور مسابقه، مهار حریف زمین خورده راهی مجاز برای اطمینان از عدم پاسخ آنها به شمارش ۱۰ است و منعی وجود ندارد.

### مسابقه بدون رد صلاحیت
مسابقه بدون رد صلاحیت یا No disqualification match که با نام‌های مسابقه بدون محدودیت یا No holds barred، مسابقه هر چیزی ممکن است یا Anything Goes، مسابقه اکستریم رولز (در دبلیودبلیوئی، این اصطلاح از تأسیس برند اکنون منحل شده ای‌سی‌دبلیو استفاده شد)، جنگ قبیله‌ای یا Tribal combat و یا قوانین بلادلاین یا Bloodline rules (در دبلیودبلیوئی، برای کشتی‌گیران خاندان آنوایی نظیر راک، رومن رینز، ریکیشی، اوسوز و...) نیز شناخته می‌شود، مسابقه‌ای است که در آن هیچ یک از کشتی‌گیران نمی‌توانند رد صلاحیت شوند و استفاده از سلاح و دخالت خارجی مجاز است. با این حال، برخلاف یک مسابقه هاردکور، پین‌فال‌ها و سابمیشن‌ها باید در داخل رینگ انجام شوند.
مسابقه‌های بدون رد صلاحیت ممکن است در فیودهایی استفاده شوند که در آنها یک چلنجر ممکن است قهرمان عنوان را شکست داده باشد اما به دلیل رد صلاحیت شدن یا دیسکالیفه شدن قهرمان، عنوان در دست قهرمان باقی بماند (عناوین قهرمانی معمولا فقط از طریق پین‌فال یا سابمیشن دست به دست می‌شوند).  یک مسابقه بدون رد صلاحیت می‌تواند با کانت‌اوت نیز به پایان برسد؛ مگر اینکه تصریح شده باشد. بنابراین آن‌هایی که بدون رد صلاحیت و بدون کانت‌اوت هستند، معمولا با نام مسابقه بدون محدودیت یا No holds barred شناخته می‌شوند.

### مسابقه پیچ بلک
مسابقه پیچ بلک یک مسابقه مبتنی بر هاردکور است که در طی آن چراغ‌های ورزشگاه خاموش یا بسیار کم‌نور می‌شوند و بیشتر صحنه‌ها به دلیل پوشیدن لباس توسط شرکت‌کنندگان که در تاریکی می‌درخشد، قابل مشاهده هستند. تنها مسابقه شناخته شده پیچ بلک، که توسط مانتین دیو حمایت مالی شد، در رویال رامبل ۲۰۲۳ اتفاق افتاد که در آن بری وایت، ال ای نایت را در آخرین مسابقه دوران حرفه‌ای خودش پیش از فوتش در اواسط همان سال، شکست داد.

### مسابقه مبارزه خیابانی
مبارزه خیابانی نوعی مسابقه هاردکور و بدون رد صلاحیت است که در آن پین‌فال در هر جایی شمارش می‌شود و استفاده از سلاح مجاز است. تفاوت اصلی بین مسابقه هاردکور و مبارزه خیابانی این است که در حالی که کشتی‌گیران در مسابقات هاردکور، لباس‌های معمولی کشتی خود را می‌پوشند، کشتی‌گیران (به ویژه امروزه) تقریبا همیشه در مبارزات خیابانی لباس‌های خیابانی خود را می‌پوشند و از سلاح‌هایی که معمولا در مبارزات خیابانی استفاده می‌شوند، به یکدیگر ضربه می‌زنند؛ سلاح‌هایی نظیر سطل‌های زباله، تابلوهای راهنمایی و رانندگی، جارو، سطل‌های زباله و گاهی اوقات وسایل نقلیه و سبدهای خرید پر از این اقلام و موارد دیگر. گاهی اوقات مبارزات خیابانی نام شهر میزبان را در نام خود دارند، مانند «مبارزه خیابانی شیکاگو» یا «مبارزه خیابانی نیویورک».

## مسابقات با تغییرات مبتنی بر مکان
اگرچه بیشتر مسابقات در داخل و اطراف رینگ برگزار می‌شود، اما برخی از آنها به طور خاص برای مکان‌های دیگر طراحی شده‌اند. اکثر این مسابقات نام مکان خود را می‌گیرند و اغلب کلمه درگیری یا Brawl را به انتهای آن اضافه می‌کنند و همه آنها طبق تعریف، مسابقات سخت و نفس‌گیر هستند. در زیر لیستی از این نوع مسابقات که جایگزین قوانین استاندارد می‌شوند، آمده است.

### مسابقه درگیری در بار
درگیری در بار (به انگلیسی: Bar Room Brawl)، مسابقه‌ای چند نفره و بدون رد صلاحیت است که در یک بار برگزار می‌شود. در طول مسابقه، کشتی‌گیران تشویق می‌شوند که هنگام مبارزه نوشیدنی بنوشند و «آخرین فرد باقی‌مانده» برنده اعلام می‌شود. کشتی‌گیران می‌توانند با پین‌فال، سابمیشن یا صرفا با مست شدن بیش از حد رقیب (کی‌فیب)، رقیب خود را شکست دهند. یکی از نمونه‌های جدید از این مسابقه، در سال ۲۰۲۰ میان جف هاردی و شیمس برگزار شد.

### مسابقه ورزشگاه خالی
مسابقه ورزشگاه خالی (به انگلیسی: Empty Arena match)، یک مسابقه «بدون محدودیت» (بدون رد صلاحیت و شمارش پین‌فال در هر جایی) و بسیار سخت بین دو یا چند کشتی‌گیر است که در یک آرنا یا ورزشگاه برگزار می‌شود که اگرچه کاملا برای یک رویداد کشتی آماده شده است، اما خالی از تماشاگر است. تنها افراد حاضر در این مسابقه به جز کشتی‌گیران حاضر، داور، گزارشگران و فیلمبرداران هستند. مسابقه می‌تواند زنده پخش شود یا ضبط شده و بعداً پخش گردد. یکی از اولین و شناخته‌شده‌ترین مسابقات ورزشگاه خالی در سال ۱۹۸۱ در ممفیس، تنسی بین جری لالر و تری فانک رخ داد. اما شاید معروف‌ترین مسابقه از این نوع، مسابقه برای عنوان قهرمانی دبلیودبلیواف بین د راک و منکایند است که در توسان، آریزونا برگزار شد و به عنوان بخشی از نسخه ویژه برنامه Sunday Night Heat برای پخش در نمایش‌های بین دو نیمه سوپر بول ۳۳ در سال ۱۹۹۹ بود.
نبود تماشاگر که شرط کی‌فیب مسابقه نیست و اتفاقی واقعی در تولید برنامه است (یعنی مسابقه به طور عادی برگزار می‌شود ولی تماشاگر به صورت زنده حضور ندارد) لزوما یک مسابقه ورزشگاه خالی محسوب نمی‌شود. به عنوان مثال، تماشاگران در جریان دنیاگیری کووید-۱۹ از حضور در برنامه‌های تلویزیونی ای‌ئی‌دبلیو و بعدا دبلیودبلیوئی در سال ۲۰۲۰ منع شده بودند.

### مسابقه درگیری در پارکینگ
درگیری در پارکینگ (به انگلیسی: Parking Lot Brawl)، یک مسابقه شمارش پین‌فال در همه جا است که معمولا در یک مکان داخلی یا در یک پارکینگ بیرونی در اطراف دایره‌ای از اتومبیل‌های پارک شده برگزار می‌شود. اولین کشتی‌گیری که در یک درگیری در پارکینگ با پین‌فال، سابمیشن یا ناک‌اوت حریف خود را شکست دهد، برنده است. هر دو کشتی‌گیر مجاز به استفاده از هر چیزی در اطراف خود به عنوان سلاح، از جمله اتومبیل‌ها، هستند. اولین نزاع در پارکینگ بین جری لالر و ادی گیلبرت در ممفیس، تنسی در سال ۱۹۸۸ بود که در سراسر سالن و پارکینگ بیرونی آن انجام شد. نمونه‌های شناخته‌شده‌تر نزاع در پارکینگ، بین جان سینا و ادی گررو در سال ۲۰۰۳ و جان سینا و جی‌بی‌ال در سال ۲۰۰۸ است.

### مسابقه درگیری در اتاق دیگ بخار
درگیری در اتاق دیگ بخار (به انگلیسی: Boiler Room Brawl)، در یک اتاق دیگ بخار شروع می‌شود و برنده اولین کشتی‌گیری است که با موفقیت از آن خارج شود. این مسابقه بدون رد صلاحیت، بدون پین‌فال و بدون کانت‌اوت است، بنابراین هر چیزی مجاز است، تا زمانی که کسی اول فرار کند. محیط نسبتا خطرناک این مسابقه شامل برخی از زیرساخت‌های داخلی مکان، مانند انواع لوله‌های فلزی بزرگ و نمایان با پیچ و مهره‌های بزرگ، کفپوش بتنی و تجهیزات الکتریکی جامد در همه جا، و سایر ویژگی‌ها بود. میک فولی در تمام نزاع‌های اتاق دیگ بخار تحت مدیریت دبلیودبلیواف با شخصیت منکایند شرکت کرد، زیرا این شخصیت در اتاق‌های دیگ بخار زندگی می‌کرد، از این رو این مسابقه، مسابقه ویژه منکایند بود. اولین نزاع اتاق دیگ بخار در سامراسلم ۱۹۹۶ با منکایند در مقابل آندرتیکر اتفاق افتاد، که در آن علاوه بر فرار از اتاق دیگ بخار، مبارز باید به سمت رینگ می‌رفت و کوزه پاول بیرر را می‌گرفت؛ اما وقتی مسابقه بعدی «جنگ دیگ بخار» در بکلش ۱۹۹۹ بین منکایند و بیگ شو برگزار شد، هدف ساده‌تر شد و ابتدا باید از دیگ بخار فرار می‌کردند.

## مسابقه لامبرجک
مسابقه لامبرجک (به انگلیسی: Lumberjack match)، یک مسابقه استاندارد است با این تفاوت که رینگ توسط گروهی از کشتی‌گیران که مستقیماً در آن دخیل نیستند احاطه شده است. این کشتی‌گیران که در مجموع به عنوان لامبرجک شناخته می‌شوند (برای زنان، لامبرجیل)، برای جلوگیری از خروج کشتی‌گیران حاضر در مسابقه از رینگ حضور دارند. لامبرجک‌ها هم از فیس‌ها و هم از هیل‌ها هستند (معمولا لامبرجک‌های فیس در کنار قسمتی از رینگ که کشتی‌گیر هیل قرار دارند هستند و بالعکس) و اگر کشتی‌گیران، رینگ را ترک کنند، به آنها حمله کرده و آنها را مجبور به بازگشت به داخل رینگ می‌کنند. دخالت گاه‌به‌گاه لامبرجک‌ها رایج بوده و در بسیاری از اوقات منجر به درگیری در بیرون رینگ میان آنها می‌شود.

## مسابقات با حضور چند کشتی‌گیر
در برخی موارد، یک مسابقه ممکن است بین بیش از دو کشتی‌گیر یا تیم برگزار شود. مسابقات چند نفره اغلب به دو دسته حذفی و غیر حذفی تقسیم می‌شوند.

### مسابقات عادی غیر حذفی

#### مسابقه سه نفره غیر حذفی
رایج‌ترین نمونه از یک مسابقه بدون حذف، مسابقه سه‌ نفره (در دبلیودبلیوئی با نام Triple Threat match و در سایر پروموشن‌ها با نام Three-Way match) است که در آن سه کشتی‌گیر تحت قوانین استاندارد با هم رقابت می‌کنند و اولین کشتی‌گیری که به پین‌فال یا سابمیشن دست یابد، برنده اعلام می‌شود. مسابقات سه‌گانه تحت شرایط بدون رد صلاحیت و بدون شمارش برگزار می‌شوند.

#### مسابقه چهار نفره یا بیش‌تر غیر حذفی
در بسیاری از مسابقات، معمولا هیچ تفاوتی بین این دو اصطلاح وجود ندارد. انواع غیر حذفی عبارتند از مسابقه چهارنفره (در دبلیودبلیوئی با نام Fatal Four-Way match و در سایر پروموشن‌ها با نام Four-Way match)، مسابقه پنج نفره (در دبلیودبلیوئی با نام Fatal Five-Way match و در سایر پروموشن‌ها با نام Five-Way match)، یا مسابقه شش نفره (در دبلیودبلیوئی با نام Six-Pack Challenge match و در سایر پروموشن‌ها با نام Six-Way match) که به ترتیب شامل چهار، پنج یا شش کشتی‌گیر است.
در برخی موارد، مسابقات چند نفره تحت قوانین مشابه مسابقه تگ تیم برگزار می‌شوند. دو رقیب مسابقه را در رینگ شروع می‌کنند در حالی که کشتی‌گیر(های) دیگر در بیرون رینگ منتظر تگ شدن از کشتی‌گیر دیگر هستند که اغلب با لمس یک رقیب بی‌خبر در رینگ حاصل می‌شود. انواع مختلفی از این شامل مسابقه بقا در چهار گوشه (به انگلیسی: Four Corners Survival match) یا مسابقه ضرب و شتم شش نفره (به انگلیسی: Six-Man Mayhem match) در رینگ آو آنر است. شرکت‌کنندگان مجاز به ترک موقعیت خود و حمله به کشتی‌گیران خارج از رینگ هستند، مانند زمانی که یک یا هر دو کشتی‌گیر از بالای طناب پرتاب شده‌اند.

### مسابقات عادی حذفی
مسابقاتی که تعداد بیشتری از رقبا در آن شرکت می‌کنند، معمولا مسابقات حذفی هستند. این مسابقات ممکن است با حضور همزمان همه رقبا در رینگ آغاز شود. قوانین استاندارد مسابقه اعمال می‌شود، زیرا کشتی‌گیران می‌توانند موقعیت خود را ترک کرده و با یک چرخش به کشتی‌گیران دیگر در خارج از رینگ حمله کنند که در صورت پین شدن یا مجبور شدن به تسلیم شدن، از مسابقه حذف می‌شوند.

#### مسابقه سه نفره حذفی
رایج‌ترین نمونه از مسابقه حذفی، مسابقه رقص سه نفره است (به انگلیسی: Three-Way Dance) که در آن اولین پین‌فال، یک کشتی‌گیر را حذف می‌کرد و مسابقه را به یک مسابقه انفرادی استاندارد با یک پین‌فال کاهش می‌داد. رقص سه‌جانبه، اختصاصا در ای‌سی‌دبلیو برگزار می‌شد.

#### مسابقات چهار نفره یا بیش‌تر حذفی
رقص چهار نفره مشابه است، با این تفاوت که در ای‌سی‌دبلیو، چهار کشتی‌گیر حضور دارند و برخی از مسابقات از قالب تگ برای مسابقه استفاده می‌کنند، به جای اینکه همه کشتی‌گیران همزمان در رینگ باشند. انواع حذفی عبارتند از مسابقه چهار نفره (که در دبلیودبلیوئی به عنوان Fatal Four-Way شناخته می‌شود)، مسابقه پنج نفره (که در دبلیودبلیوئی به عنوان Fatal Five-Way شناخته می‌شود) یا مسابقه شش نفره (که در دبلیودبلیوئی به عنوان Six-Pack Challenge شناخته می‌شود) که به ترتیب شامل چهار، پنج یا شش کشتی‌گیر در داخل رینگ هستند.
مسابقه Deadly Draw نوعی از مسابقات تی‌ان‌ای است که در آن چهار شرکت‌کننده کشتی می‌گیرند. مسابقه با دو شرکت‌کننده در رینگ آغاز می‌شود. پس از پنج دقیقه، شرکت‌کننده سوم وارد رینگ می‌شود و پس از پنج دقیقه دیگر، شرکت‌کننده چهارم وارد رینگ می‌شود. هر کشتی‌گیری که پین شود یا مجبور به سابمیشن شود، حذف می‌شود و هر کشتی‌گیری در رینگ که در پین‌فال شرکت نداشته باشد نیز حذف می‌شود. آخرین فرد ایستاده برنده است.

### چالش غلبه بر ساعت
چالش غلبه بر ساعت (به انگلیسی: Beat the Clock Challenge) یک مسابقه چند رقیبی است که در آن کشتی‌گیران باید حریف خود را در یک مسابقه انفرادی پیش از اتمام زمان شکست دهند. علاوه بر این، کشتی‌گیر بعدی باید با شکست دادن حریف خود، زمان تعیین‌شده برنده را بشکند تا به مرحله بعد راه یابد، در غیر این صورت آن کشتی‌گیر حذف می‌شود. با انجام این کار، کشتی‌گیر پیروز معمولا نوعی پاداش در ازای پیروزی دریافت می‌کند، مانند حق مسابقه برای عنوان قهرمانی. در نسخه‌ای از قسمت ۲۰ نوامبر ۲۰۱۳ از ان‌اکس‌تی، دو کشتی‌گیر یک مسابقه را به پایان رساندند و مدت زمان مسابقه به عنوان نشانگری برای دو کشتی‌گیر دیگر برای تکمیل مسابقه‌شان استفاده شد. اولین چالش غلبه بر ساعت زنان در اوت ۲۰۱۵ و در شوی راو رخ داد، زمانی که پیج، بکی لینچ و شارلوت فلر با رقیب دیگری روبرو شدند تا حق مسابقه برای عنوان قهرمانی دیواز در مقابل نیکی بلا در شب قهرمانان به دست آورند.

### مسابقه رقابت قهرمانی
دبلیودبلیوئی مسابقه‌ای به نام رقابت قهرمانی (به انگلیسی: Championship Scramble match) دارد که در آن هیچ یک از کشتی‌گیران حذف نمی‌شوند. دو کشتی‌گیر مسابقه را شروع می‌کنند و هر پنج دقیقه یک کشتی‌گیر دیگر وارد می‌شود تا زمانی که هر پنج شرکت‌کننده حضور داشته باشند. پس از ورود آخرین کشتی‌گیر، یک محدودیت زمانی از پیش تعیین‌شده وجود دارد. هر بار که یک کشتی‌گیر پین‌فال یا سابمیشن کسب کند، قهرمان موقت می‌شود. چنین رکوردهایی به عنوان رکوردهای قهرمانی کشتی‌گیر ثبت نمی‌شوند. برنده کشتی‌گیری است که آخرین پین‌فال یا سابمیشن را قبل از انقضای محدودیت زمانی کسب کند. رویداد آنفورگیون در سال ۲۰۰۸ مسلما برجسته‌ترین نمونه این نوع مسابقه است؛ زیرا قهرمانان هر سه عنوان جهانی قهرمانی دبلیودبلیوئی، قهرمانی سنگین‌وزن جهان و قهرمانی ای‌سی‌دبلیو با این نوع مسابقه از عناوین خود دفاع کردند.

### چالش بازمانده آهنین
برند ان‌اکس‌تی از پروموشن دبلیودبلیوئی در رویداد سالانه دسامبر خود با نام ددلاین، مسابقه‌ای به نام چالش بازمانده آهنین (به انگلیسی: Iron Survivor Challenge) برگزار می‌کند که در آن هیچ یک از کشتی‌گیران حذف نمی‌شوند. برای مردان و زنان هر کدام یک مسابقه وجود دارد. قوانین به شرح زیر است:
- پنج کشتی‌گیر در این مسابقه که ۲۵ دقیقه طول می‌کشد، رقابت می‌کنند.
- دو کشتی‌گیر مسابقه را آغاز می‌کنند و هر پنج دقیقه، یک کشتی‌گیر دیگر وارد می‌شود و شرکت‌کننده پنجم و آخر در دقیقه ۱۵ وارد می‌شود.
- هر بار که یک کشتی‌گیر پین‌فال، سابمیشن یا رد صلاحیت شود، یک امتیاز کسب می‌کند. امتیازها را می‌توان حتی پیش از ورود سایر شرکت‌کنندگان کسب کرد.
- کشتی‌گیری که پین، سابمیشن یا رد صلاحیت می‌شود، به مدت ۹۰ ثانیه وارد محوطه جریمه می‌شود و پس از آن می‌تواند دوباره وارد مسابقه شود.
- برنده مسابقه، که بازمانده آهنین نامیده می‌شود، کشتی‌گیری است که در پایان مهلت ۲۵ دقیقه‌ای بیشترین امتیاز را کسب می‌کند. در نتیجه تساوی، کسانی که مساوی هستند وارد وقت اضافه مرگ ناگهانی می‌شوند.
- برندگان مسابقات مردان و زنان به ترتیب حق مسابقه برای عنوان قهرمانی ان‌اکس‌تی و عنوان قهرمانی زنان ان‌اکس‌تی را دریافت می‌کنند.[۴۱]

چالش بازمانده آهنین را می‌توان ترکیبی از مسابقات رقابت قهرمانی، مرد آهنین و مسابقات پادشاه کوهستان در تی‌ان‌ای دانست. این چالش برای اولین بار در سال ۲۰۲۲ در رویداد ددلاین مورد استفاده قرار گرفت.

### مسابقه با داور مهمان ویژه
مسابقه با داور مهمان ویژه، هر نوع مسابقه‌ای است که در آن داور معمولی با یک «مهمان» به عنوان داور اصلی جایگزین می‌شود. افراد مشهور (مانند محمد علی کلی در رسلمنیا ۱)، مدیران و سایر کشتی‌گیران می‌توانند به عنوان داور ویژه «مهمان» باشند. در برخی موارد، یک داور ویژه در مسابقه‌ای قرار می‌گیرد که از قبل نوع مسابقه یا شرایط متفاوتی دارد. داور ویژه اغلب به نفع یا علیه یکی از رقبا جانبداری می‌کند یا به عنوان داور ویژه تعیین می‌شود تا از روند عادی مسابقه در آینده اطمینان حاصل شود. داور خارجی ویژه که با نام‌های داور مهمان نیز شناخته می‌شود، همان داور ویژه است، اما داور مهمان در خارج از مسابقه می‌ماند و آنچه را که داور معمولی نمی‌بیند، اجرا می‌کند که معروف‌ترین آنها مایک تایسون بود که به عنوان داور ویژه مهمان برای مسابقه بین استیو آستین و شاون مایکلز برای عنوان قهرمانی دبلیودبلیواف در رسلمنیا ۱۴ حضور داشت، یا چاک نوریس که به عنوان داور ویژه مهمان در سروایور سریز ۱۹۹۴ در مسابقه‌ای بین آندرتیکر و یوکوزونا بود. نمونه دیگری از این مورد، مسابقه تریپل اچ در مقابل آندرتیکر در یک مسابقه هل این ا سل در رسلمنیا ۲۸ است که شاون مایکلز داور مهمان ویژه آن بود.

## مسابقات غیر کشتی
گاهی اوقات، یک مسابقه تحت قوانین ورزش‌های دیگر برگزار می‌شد. با این حال مانند دیگر مسابقات در کشتی حرفه‌ای، مسابقات از قبل برنامه‌ریزی شده هستند و برنده از پیش تعیین شده است. نمونه‌ای از این مسابقات، مسابقه MMA بین راندا رزی و شینا بزلر در سامر اسلم ۲۰۲۳ یا مسابقه سومو بین بیگ شو و اسطوره این ورزش، آکه‌بونو تارو در رسلمنیا ۲۱ بود.

## مسابقات سری
مسابقات سری ممکن است شامل چند مسابقه در یک مسابقه باشد و یا مسابقات مختلف در چند مرحله برگزار شود که می‌تواند هر مسابقه، شرط خاص خودش را داشته باشد. هر کشتی‌گیری که بیش‌ترین برد را در مجموع سری کسب کند، برنده است.

### مسابقه بهترین‌های سری
مسابقه بهترین‌های سری (به انگلیسی: Best of Series match)، شبیه مسابقه دو از سه پین‌فال است؛ اما طولانی‌تر و معمولا سری ۵ یا ۷ تایی است، اگرچه این مسابقه در چندین شب برگزار می‌شود تا به جای حل و فصل داستان در یک شب، یک دشمنی را ادامه دهد.
یکی از انواع آن، سری بهترین در ۵ مسابقه است که در آن، یک کشتی‌گیر بایستی سه مسابقه را برای پیروزی در سری مسابقات ببرد. برای مثال جان سینا در رویداد نو مرسی ۲۰۰۴ در مجموع بوکرتی را ۳-۲ شکست داد و قهرمان جدید عنوان قهرمانی ایالات متحده دبلیودبلیوئی شد.
سری بهترین در ۷ مسابقه، نوع دیگری از این مسابقه است که در آن، یک کشتی‌گیر باید چهار مسابقه را برای پیروزی در سری مسابقات ببرد. کریس بنوا و بوکرتی در چنین نوع مسابقه‌ای برای کسب حق مسابقه برای عنوان قهرمانی جهانی تلویزیون دبلیوسی‌دبلیو در سال ۱۹۹۸ مبارزه کردند. این دو در سال ۲۰۰۶ نیز سری بهترین در ۷ مسابقه خود را این بار برای عنوان قهرمانی ایالات متحده دبلیودبلیوئی از سر گرفتند. شیمس و سزارو در هفتمین مسابقه خود در نبرد قهرمانان ۲۰۱۶ که نتیجه آن ۳-۳ مساوی بود به مصاف هم رفتند که این مسابقه، بدون نتیجه به اتمام رسید. مثلث مرگ (پک، پنتا ال زیرو میدو و ری فینکس) نیز در سری بهترین در ۷ مسابقه برای عنوان قهرمانی تگ تیم سه نفره ای‌ئی‌دبلیو در سال ۲۰۲۲ مقابل الیت (کنی امگا و یانگ باکس) قرار گرفتند.

### مسابقه گانتلت
مسابقه گانتلت (به انگلیسی: Gauntlet match)، یک نوع ترکیبی از مسابقات تک به تک و مسابقه سری است. دو کشتی‌گیر مسابقه را شروع می‌کنند و هر زمان که یکی از آنها (با پین‌فال یا سابمیشن) حذف شود، با کشتی‌گیر دیگر جایگزین می‌شوند. پس از اینکه تعداد از پیش تعیین‌شده‌ای از کشتی‌گیران در مسابقه شرکت کردند، آخرین نفر به عنوان برنده انتخاب می‌شود. یک مسابقه گانتلت همچنین می‌تواند به عنوان «بخشی» از یک داستان انجام شود (که در آن یک کشتی‌گیر فیس باید پیش از روبرو شدن با کشتی‌گیر هیل، با مجموعه‌ای از کشتی‌گیران زیردست او روبرو شود). این امر در اوایل دهه ۱۹۹۰ در دبلیوسی‌دبلیو رایج بود. گاهی اوقات، می‌تواند مسابقه هندیکپ (یک به سه) یا (یک به چهار) نیز باشد. برخلاف مسابقات تگ، تیم سه/چهار نفره، فرد تنها را به صورت انفرادی تا زمان ناک اوت شدن به چالش می‌کشد و در آن زمان مسابقه تمام می‌شود.
یک نمونه از این مورد مسابقه در قسمت ۲۳ سپتامبر ۱۹۹۹ شوی اسمک‌داون بود که در آن تریپل اچ، که توسط وینس مک‌من به خاطر اعمالش علیه او و خانواده‌اش مجازات شده بود، در یک شب در پنج مسابقه با شرط‌های مختلف قرار گرفت: یک مسابقه چالش چوک‌اسلم در برابر بیگ شو (مسابقه‌ای که در آن اولین کسی که حریفش، فینیشر چوک‌اسلم را اجرا کند، برنده می‌شود)، یک مسابقه تابوت در مقابل ویسرا و میدئون، یک مسابقه رینگ آتش در مقابل کین، یک مسابقه درگیری در اتاق دیگ بخار در مقابل منکایند و یک مسابقه تسمه در مقابل د راک.

### مسابقه مرد/زن آهنین
مسابقه مرد یا زن آهنین (به انگلیسی: Iron Man/Woman match)، یک مسابقه چند پین‌فال با محدودیت زمانی مشخص (معمولا ۳۰ یا ۶۰ دقیقه) است. کشتی‌گیری که بیشترین تسلیم حریف را در محدوده زمانی از طریق پین‌فال، سابمیشن، رد صلاحیت یا کانت‌اوت داشته باشد، برنده مسابقه خواهد بود. در صورت تساوی، مسابقه به وقت اضافه ناگهانی می‌رود که در آن کشتی‌گیری که یک پین روی حریف خود داشته باشد، بلافاصله برنده اعلام می‌شود. نمونه‌هایی از این مسابقه عبارت‌اند از: مسابقه دالف زیگلر در مقابل سث رالینز در اکستریم رولز ۲۰۱۸ برای عنوان قهرمانی بین قاره‌ای دبلیودبلیوئی، مسابقه ام‌جی‌اف در مقابل برایان دنیلسون در ای‌ئی‌دبلیو روولوشن ۲۰۲۳ برای عنوان قهرمانی جهانی ای‌ئی‌دبلیو و مسابقه برت هارت در مقابل شاون مایکلز در رسلمنیا ۱۲ برای عنوان قهرمانی دبلیودبلیواف.

### مسابقه دو از سه پین‌فال
در یک مسابقه دو از سه، یک کشتی‌گیر یا تیم باید دو بار حریف خود را شکست دهد تا برنده شود. این امر می‌تواند با پین‌فال، سابمیشن، رد صلاحیت یا کانت اوت حاصل شود. نمونه‌هایی از این نوع مسابقه شامل مسابقه میان دنیل براین و شیمس در اکستریم رولز ۲۰۱۲ بین دنیل برایان و شیمس و همچنین مسابقه بین کریس بنوا و کریس جریکو در سامراسلم ۲۰۰۰ است. نسخه تگ تیمی این مسابقه در رویداد پی‌بک ۲۰۱۵ بین نیو دی در مقابل سزارو و تایسن کید برای عنوان قهرمانی تگ تیم راو برگزار شد.
این شرط در فرهنگ لوچا لیبره (پروموشن‌های مکزیک) به عنوان یک قاعده (و نه یک نوع مسابقه) در نظر گرفته می‌شود.

## مسابقات شرطی
از آنجایی که کشتی حرفه‌ای به دنبال روایت یک داستان نیز است، برخی از مسابقات صرفا برای پیشبرد طرح داستان انجام می‌شوند. این معمولا شامل جریمه شدن بازنده مسابقه به نوعی می‌شود.

### مسابقه کرای‌بیبی
مسابقه کرای‌بیبی یک مسابقه تک به تک است با این تفاوت که بازنده باید لباس نوزاد بپوشد، پوشک بپوشد و از شیشه شیر بمکد. این مسابقه فقط یک بار بین ۱-۲-۳ کید و ریزر رامون در پی‌پرویوی In Your House 6 در سال ۱۹۹۶ برگزار شد.

### مسابقه‌ پایم را ببوس
مسابقه‌ پای مرا ببوس (به انگلیسی: Kiss My Foot match)، یک مسابقه‌ی تک به تک است با این تفاوت که بازنده باید پای برنده را ببوسد. نمونه‌هایی از این مسابقه شامل برت هارت در مقابل جری لالر در کینگ آف د رینگ ۱۹۹۵ و جری لالر در مقابل مایکل کول در اور د لیمیت ۲۰۱۱ می‌شود.

#### مسابقه باسنم را ببوس
مسابقه باسن مرا ببوس (به انگلیسی: Kiss My Ass match)، یک مسابقه تک به تک است که در آن بازنده، باید باسن برهنه برنده را در مقابل تماشاگران ببوسد. این مسابقه در دوره اتیتیود ارا در دبلیودبلیوئی بسیار برجسته شد. یک نمونه قابل توجه، مسابقه د راک در مقابل بیلی گان در سامراسلم ۱۹۹۹ است که د راک برنده شد. نمونه دیگر از این مسابقه، بین دالف زیگلر و شیمس در اکستریم رولز ۲۰۱۵ برگزار شد. با وجود اینکه زیگلر پیروز مسابقه شد، اما شیمس به او حمله کرد و زیگلر را ناخودآگاه مجبور به بوسیدن پشت شیمس کرد.

### مسابقه آخرین فرصت
مسابقه آخرین فرصت (به انگلیسی: Last Chance match)، یک مسابقه قهرمانی است که در آن، اگر رقیب عنوان قهرمانی را به دست نیاورد، تا زمانی که برنده همان مسابقه، عنوان قهرمانی را در اختیار داشته باشد، از چالش دوباره برای آن عنوان محروم می‌شود. البته نمونه‌هایی نیز وجود دارد که بازنده تا زمانی که در آن پروموشن مشغول به فعالیت است، از چالش دوباره برای آن عنوان محروم شود. هر چند این اتفاق به ندرت رخ داده است، اما چند نمونه از آن وجود دارد؛ برای مثال در مین‌اونت رویداد اسلمیورسری ۶، استینگ در یک مسابقه بدون محدودیت از قهرمان عنوان جهانی سنگین‌وزن تی‌ان‌ای، بولی ری، شکست خورد و از چالش برای این عنوان برای همیشه، صرف نظر از اینکه چه کسی آن را در اختیار دارد، محروم شد. وضعیت مشابهی در رویداد فول گیر در سال ۲۰۱۹ رخ داد که در آن، کودی رودز به کریس جریکو، قهرمان عنوان جهانی ای‌ئی‌دبلیو باخت و تا زمانی که در ای‌ئی‌دبلیو مشغول به کار بود، هرگز نمی‌توانست دوباره مسابقه‌ای برای این عنوان دهد. تایسن کید نیز در سال ۲۰۱۴ در مسابقه آخرین شانس برای عنوان قهرمانی ان‌اکس‌تی در مقابل آدرین نویل شکست خورد. در نتیجه، تا زمانی که در دبلیودبلیوئی مشغول به کار بود، هرگز شانس دیگری برای عنوان قهرمانی ان‌اکس‌تی دریافت نکرد.
این مسابقات معمولا راهی برای پایان دادن به یک فیود بین قهرمان و یک چلنجر خاص است. همچنین می‌تواند به عنوان راهی برای حفظ یک چلنجر در یک فیود قهرمانی با چندین قهرمان استفاده شود؛ کسی که قبلا در آخرین مسابقه شانس قهرمانی شکست خورده است، ممکن است به محض اینکه قهرمان قبلی - که در آخرین مسابقه شانس قهرمانی برنده شده بود - عنوان قهرمانی خود را از دست می‌دهد، یک چلنج برای یک قهرمان جدید صادر کند. نمونه‌ای از این مورد درو مکینتایر است که در مسابقه آخرین شانس برای عنوان قهرمانی دبلیودبلیوئی مقابل بابی لشلی شکست خورد، اما پس از اینکه بیگ ای، لشلی را شکست داد، بلافاصله قهرمان جدید را به چالش کشید. همچنین ممکن است ممنوعیت به روش دیگری لغو نشود، مانند زمانی که استینگ توانست مگنوس را برای قهرمانی سنگین وزن جهان تی‌ان‌ای در یک مسابقه بدون رد صلاحیت عنوان در برابر کریر در جنسیس ۲۰۱۴ به چالش بکشد، اگرچه استینگ شکست خورد.
ای‌ئی‌دبلیو نوعی از مسابقه آخرین فرصت را به نام حذف‌کننده «قهرمانی» (به انگلیسی: Championship Eliminator match) معرفی کرده است. در این نوع، اگر رقیب، قهرمان را شکست دهد، یک مسابقه آینده برای کسب عنوان قهرمانی به او داده می‌شود، اما اگر ببازد، دیگر نمی‌تواند آن قهرمان را تا زمانی که او عنوان قهرمانی را در اختیار دارد، به چالش بکشد.

### مسابقه بازنده شهر را ترک می‌کند
بازنده شهر را ترک می‌کند (به انگلیسی: Loser Leaves Town match)، یک اصطلاح عمومی برای هر مسابقه‌ای است که در آن بازنده باید از گروه یا زیرگروه فعلی خود خارج شود. این مسابقات اغلب در دهه ۱۹۵۰ تا ۱۹۸۰ که پروموشن‌های کشتی، زیرمجموعه پروموشن‌های بزرگ‌تر بودند، برگزار می‌شد که در آن زمان کشتی‌گیران مرتبا از یک شرکت به شرکت دیگر می‌رفتند. این مسابقه با فراوانی بیشتری در دبلیودبلیوئی در طول تفکیک برند برگزار شده است؛ کشتی‌گیر بازنده معمولا برند خودش (راو یا اسمک‌داون) را ترک می‌کند. همچنین از این مسابقه به عنوان راهی برای حذف یک کشتی‌گیر از تلویزیون برای استراحت دادن به او استفاده می‌شود.

### مسابقه حرکت
مسابقه حرکت (به انگلیسی: Move match)، با هدف انجام یک حرکت خاص در ابتدا انجام می‌شود. معمولا یک حرکت خاص یا فینیشر کشتی‌گیران انتخاب می‌شود، اگرچه گاهی اوقات یک حرکت عمومی خواهد بود که اجرای آن برای هر دو کشتی‌گیر بسیار دشوار است. اگر هر دو کشتی‌گیر سعی در اجرای فینیشر خود برای پیروزی داشته باشند، معمولا نام حرکت هدف به مسابقه داده می‌شود. شناخته‌شده‌ترین این موارد، چالش بادی‌اسلم یوکوزونا بود که لکس لوگر برنده آن شد. یکی دیگر از مسابقات حرکت معروف، چالش بادی‌اسلم ۱۵۰۰۰ دلاری بین آندره د جاینت و بیگ جان استاد در رسلمنیا ۱ بود. یکی دیگر از مسابقات حرکت، چالش مَسترلاک بود که توسط کریس مسترز ایجاد شد. یک مسابقه چالش چوکسلم نیز بین بیگ شو و تریپل اچ در اسمک‌داون در سپتامبر ۱۹۹۹ انجام شد.

#### مسابقه حرکت ممنوعه
مسابقه حرکت ممنوعه (به انگلیسی: Banned Move match)، مسابقه‌ای تک به تک است که در آن یک یا هر دو کشتی‌گیر مجاز به استفاده از حرکت فینیشر خود نیستند و در صورت استفاده از آن، رد صلاحیت می‌شوند. اگر یکی از کشتی‌گیران از این حرکت برای ایجاد یک امتیاز ناعادلانه استفاده کند، نمی‌تواند رد صلاحیت شود. گاهی اوقات این شرط در یک درگیری با کشتی‌گیرانی که فینیشرهای آنها یکسان یا مشابه هستند، استفاده می‌شود. در این موارد، معمولا این شرط اضافه می‌شود که کشتی‌گیر بازنده دیگر مجاز به استفاده از آن حرکت نیست. این نوع مسابقه اغلب آن کشتی‌گیر را مجبور می‌کند تا خلاقیت بیشتری به خرج دهد و از حرکاتی استفاده کند که معمولا برای پیروزی استفاده نمی‌کند. نمونه‌ای از این مسابقه در اکستریم رولز ۲۰۱۵ بین سث رالینز و رندی اورتن برگزار شد، جایی که علاوه بر برگزاری مسابقه در قفس فولادین، فینیشر اورتن، RKO، نیز ممنوع شد. نمونه دیگر در رویداد ای‌ئی‌دبلیو آل اوت در سال ۲۰۲۰ بود که جان ماکسلی، قهرمان عنوان جهانی ای‌ئی‌دبلیو، با موفقیت از عنوان قهرمانی خود در برابر ام‌جی‌اف دفاع کرد. در آن مسابقه، فینیشر ماکسلی، یعنی پارادایم شیفت ممنوع شد، اگرچه او وقتی داور پشتش را به او کرده بود، از آن استفاده کرد.

### مسابقه بازنشستگی
شرط بازنشستگی می‌تواند برای یک یا هر دو کشتی‌گیر اعمال شود و بازنده مجبور به بازنشستگی خواهد بود (اگرچه در عمل، برخی از کشتی‌گیران ممکن است بعدا در داخل یا خارج از پروموشنی که مسابقه در آن برگزار می‌شود، علیرغم «بازنشسته شدن» طبق شرط مسابقه، به حرفه خود ادامه دهند). برخی از نمونه‌های این شرط مسابقه، مسابقه شاون مایکلز در مقابل ریک فلر در رسلمنیا ۲۴ و شاون مایکلز در مقابل آندرتیکر در رسلمنیا ۲۶ هستند. به طور کلی، این اصطلاح می‌تواند به آخرین مسابقه یک کشتی‌گیر (معمولا «اسطوره») اشاره داشته باشد. چنین مسابقه‌ای به عنوان آخرین تشویق طراحی شده است و فنون کشتی‌گیر را برای آخرین بار برای طرفدارانش به نمایش می‌گذارد. نمونه‌ای از این نوع شامل مسابقه بازنشستگی استینگ در روولوشن ۲۰۲۴ و آخرین مسابقه ریک فلر در سال ۲۰۲۲ است.

### چرخ را بچرخان،‌ معامله را انجام بده
مفهوم چرخ را بچرخان، معامله را انجام بده (به انگلیسی: Spin the Wheel, Make the Deal) در دبلیوسی‌دبلیو و در رویداد هالووین هاوک ۱۹۹۲ برای تعیین شرط مسابقه بین استینگ و جیک رابرتز معرفی شد. اگرچه به خودی خود یک نوع مسابقه نیست، اما این مفهوم شامل یک چرخ شانس است که شامل تعدادی از انواع مسابقه است. وقتی چرخ چرخانده می‌شود، شرطی که روی آن قرار می‌گیرد، همان شرطی است که برای مسابقه استفاده می‌شود. این مفهوم بعدا در تی‌ان‌ای به عنوان «چرخ دیکسی» (به نام دیکسی کارتر، رئیس وقت تی‌ان‌ای) و در دبلیودبلیوئی به عنوان «رولت راو» مورد استفاده قرار گرفت. از سال ۲۰۲۰، دبلیودبلیوئی، چرخ را بچرخان، معامله را انجام بده را برای رویداد ان‌اکس‌تی هالووین هاوک احیا کرده است.

## مسابقات برهنه کردن
در این نوع مسابقه، یک کشتی‌گیر با پین‌فال یا سابمیشن برنده نمی‌شود، بلکه فقط با درآوردن لباس حریف خود برنده می‌شود. از نظر تاریخی، این نوع مسابقات بین منیجرهای کشتی‌گیران برگزار می‌شد، به دلیل اینکه توانایی کشتی‌گیری نداشتند. با این حال، در دوران اتیتیود ارا، کشتی‌گیران زن در دبلیودبلیوئی، برای تحریک جنسی شروع به شرکت در مسابقات برهنه کردن کردند.

### مسابقه سوتین و شورت
در مسابقه سوتین و شورت (به انگلیسی: Bra and Panties match) که معمولا توسط دو یا چند کشتی‌گیر زن برگزار می‌شود، تنها راه پیروزی در آوردن لباس‌های حریف تا جایی است که او تنها سوتین و شورت به تن داشته باشد.

### مسابقه تاکسیدو
مسابقه تاکسیدو (به انگلیسی: Tuxedo match) معمولاً بین دو مرد با تاکسیدو برگزار می‌شود. تنها هدف برای پیروزی در این مسابقه این است که کشتی‌گیر باید تاکسیدوی حریف خود را دربیاورد.

## مسابقه سابمیشن
مسابقه سابمیشن معمولا نوعی از مسابقه تک به تک است که در آن پین‌فال، کانت اوت و رد صلاحیت، قانونی نیست و مسابقه فقط با تسلیم حریف از طریق سابمیشن به اتمام می‌رسد.

### مسابقه پرتاب حوله
مسابقه پرتاب حوله (به انگلیسی: Throw in the Towel match) که در تی‌ان‌ای با نام مسابقه قوانین بدون تسلیم (به انگلیسی: No Surrender Rules match) نیز شناخته می‌شود، یک مسابقه تک به تک است که در آن برای هر شرکت‌کننده یک یا چند نفر در گوشه رینگ حضور دارند و پیروزی زمانی حاصل می‌شود که یکی از اعضای گوشه حریف، حوله‌ای را به نشانه تسلیم به نمایندگی از کشتی‌گیر خود به داخل رینگ پرتاب کند. نمونه‌ای از این نوع مسابقه بین باب بکلاند و برت هارت در سروایور سریز ۱۹۹۴ بود که به ترتیب، اوون هارت و بریتیش بولداگ، در گوشه رینگ کشتی‌گیران فوق‌الذکر حضور داشتند.

### مسابقه من تسلیم شدم
مسابقه «من تسلیم شدم» (به انگلیسی: "I quit" match) یک مسابقه تک به تک است که در آن یک کشتی‌گیر باید کشتی‌گیر دیگر را مجبور به تسلیم شدن به شکل گفتن کلمه «من تسلیم شدم» در میکروفون کند تا برنده شود. این مسابقه تحت قوانین هاردکور برگزار می‌شود: بدون رد صلاحیت، بدون کانت‌اوت و اینکه تسلیم شدن می‌تواند در هر مکانی اتفاق بیفتد. داور در طول مسابقه با میکروفونی در دست، حرکات را دنبال می‌کند. نخستین بار این مسابقه بین برت هارت و باب بکلاند در رسلمنیا ۲ با داوری ویژه ردی پایپر رخ داد. یکی از جدیدترین نمونه‌های این مسابقه نیز میان فین بلر و اج در اکستریم رولز ۲۰۲۲ رخ داد که با پیروزی بلر به اتمام رسید.

#### مسابقه من به تو احترام می‌گذارم
مسابقه «من به تو احترام می‌گذارم» (به انگلیسی: "I respect you" match) یک مسابقه تک به تک شبیه به مسابقه «من تسلیم می‌شوم» و با همان قوانین (بدون رد صلاحیت و کانت‌اوت و تسلیم شدن در هر جایی) می‌باشد؛ با این تفاوت که برای پیروزی، کشتی‌گیر حریف باید در میکروفون جمله «من به تو احترام می‌گذارم» را بگوید. این نوع مسابقه در دبلیوسی‌دبلیو سوپربراول ۶ در سال ۱۹۹۶ برگزار شد که آخرین مسابقه برایان پیلمن در این پروموشن بود که در مقابل تسک‌مستر قرار گرفت.

## مسابقات تیمی
مسابقات اغلب بین دو یا چند تیم برگزار می‌شود که اغلب هر تیم از دو عضو تشکیل شده است. مسابقات تگ تیم می‌تواند از دو تیم دو نفره که با هم مبارزه می‌کنند تا تیم‌های چند نفره که یکدیگر را به چالش می‌کشند، متغیر باشد.

### مسابقه تگ تیم
در بیشتر مواقع، یکی از اعضای دو تیم در رینگ با یک یا چند نفر از هم‌تیمی‌هایش که پشت طناب‌ها ایستاده‌اند، رقابت می‌کند. کشتی‌گیران با «تگ کردن» یکدیگر که شبیه به انجام های فایو است، موقعیت خود را تغییر می‌دهند و در نتیجه، به این تیم‌ها، تگ تیم می‌گویند. این می‌تواند در طول مسابقه تنش ایجاد کند، زیرا یک کشتی‌گیر آسیب‌دیده در وسط رینگ سعی می‌کند به هم‌تیمی‌های خود برسد، که اغلب با مانع تیم حریف مواجه می‌شود. در مسابقات تگ تیم معمولی، قوانین استاندارد حاکم است؛ یعنی مسابقه با پین‌فال، سابمیشن، کانت‌اوت یا رد صلاحیت به اتمام می‌رسد.
پروموشن‌ها معمولا دارای یک عنوان قهرمانی تگ تیم برای تیمی متشکل از دو کشتی‌گیر هستند و در موارد نادر، به هم‌تیمی‌های دیگر تیم قهرمان که رسما قهرمان آن عنوان نیستند، اجازه داده می‌شود تا به جای یکی از کشتی‌گیران حاکم تحت قانون فری‌برد (به انگلیسی: Freebird Rule) از عنوان خود دفاع کنند. اگرچه در لوچا لیبره مکزیک رایج است، اما در یک مقطع، دبلیوسی‌دبلیو نیز یک عنوان قهرمانی برای تیم‌های سه نفره داشت.
مسابقه سه‌گانه تگ تیم (به انگلیسی: Tag Team Triple Threat match) شامل سه تیم است که در آن یک عضو از دو تیم در رینگ حضور دارد و می‌تواند شریک خود یا عضوی از تیم سوم را تگ کند. اولین تیمی که رقیب قانونی‌اش را پین یا تسلیم کند، مسابقه را برای تیم برنده می‌شود.
مسابقه چهارگانه تگ تیم (به انگلیسی: Tag Team Fatal Four-Way match) نوع دیگری از مسابقه است که با چهار تیم در یک مسابقه تگ تیم و دو کشتی‌گیر فعال در رینگ شروع می‌شود. دو کشتی‌گیر داخل رینگ می‌توانند هم‌تیمی خود یا اعضای تیمی را که در مسابقه حضور ندارند، تگ کنند. این یک مزیت است که یک عضو تیم در مسابقه تگ شود زیرا شما فقط با حضور قانونی هم‌تیمی خود در مسابقه می‌توانید برنده شوید و کسی که رقیبش را پین یا تسلیم کند، مسابقه را برای تیم برنده می‌شود. یک مثال، مسابقه چهار تیمی برای عنوان قهرمانی تگ تیم زنان دبلیودبلیوئی در استارکید ۲۰۱۹ برگزار شد.
یکی دیگر از انواع مسابقات تگ تیم چهار نفره این است که یک عضو از هر چهار تیم در رقابت باشد در حالی که هم‌تیمی‌های آنها در زمین مسابقه هستند و عضو فعالی که پین‌فال یا سابمیشن کسب کند، مسابقه را برای تیم برنده می‌شود. یک نمونه از این نوع مسابقات، مسابقه برای عنوان قهرمانی تگ تیم اسمک‌داون در نبرد قهرمانان ۲۰۱۷ بود.
گاهی اوقات یک تیم در مسابقات تگ تیم غیر حذفی، سه، چهار یا پنج عضو خواهد داشت. آنها اغلب بر اساس تعداد شرکت‌کنندگان و جنسیت انتخاب می‌شوند. مسابقه تگ تیم شش نفره (در دبلیودبلیوئی با نام Six-Man/Woman Tag Team match و در ای‌ئی‌دبلیو با نام Trios match) یکی از انواع مسابقات تگ تیم است. برای مثال وایت فمیلی در یک مسابقه تگ تیم شش نفره، تیم شیلد را در الیمینیشن چمبر ۲۰۱۴ شکست دادند.

#### مسابقه تگ تیم تورنادو
مسابقه تگ تیم تورنادو (به انگلیسی: Tornado Tag Team match) یک مسابقه با قوانین هاردکور است که در آن به همه کشتی‌گیران شرکت‌کننده اجازه داده می‌شود که همزمان در رینگ و جاهای دیگر کشتی بگیرند و کشتی بگیرند، و بنابراین همه کشتی‌گیران در معرض پین‌فال هستند. حال آنکه آیا این نوع مسابقه واقعا یک مسابقه تگ تیم است یا خیر، قابل بحث است، زیرا شامل تگ کردن نمی‌شود، اما بین تگ‌ تیم‌ها برگزار می‌شود. نمونه شناخته‌شده این مسابقه بین گروه شیلد (رومن رینز و سث رالینز) در مقابل تیم هل نو (دنیل براین و کین) برای عنوان قهرمانی تگ تیم راو در اکستریم رولز ۲۰۱۳ برگزار شد.

### مسابقه تگ تیم حذفی
مسابقات تگ تیم گاهی اوقات تحت قوانین حذفی برگزار می‌شود؛ یعنی کشتی‌گیر بازنده از مسابقه حذف می‌شود، اما تیم آنها مجاز است با اعضای باقی‌مانده خود ادامه دهد تا زمانی که همه اعضای یک تیم حذف شوند. مسابقات با همین نوع در دبلیودبلیوئی و سایر پروموشن‌ها نیز با حضور سه یا چهار تگ تیم برگزار می‌شود. هر کسی می‌تواند توسط هر کس دیگری تگ شود و در صورت عدم پذیرش تگ، می‌تواند بلافاصله رد صلاحیت شود. وقتی یک کشتی‌گیر پین شود یا مجبور به تسلیم شود، کل تیم حذف می‌شود و آخرین تیم باقی‌مانده برنده می‌شود.
در دبلیودبلیوئی، این مسابقات در درجه اول در طول پی‌پرویوی سروایور سریز و با نام «مسابقه سروایور سریز» (به انگلیسی: Survivor Series match) برگزار می‌شود . تیم‌های چهار یا پنج نفره، اگرچه در برخی موارد تا هفت نفر، تحت قوانین حذفی رقابت می‌کنند. سایر قوانین استاندارد اعمال می‌شود و اعضای تیم می‌توانند به هر ترتیبی تگ شوند و خارج شوند.

#### مسابقه سقوط کاپیتان
مسابقه سقوط کاپیتان (به انگلیسی: Captain's Fall match)، یک مسابقه حذفی تگ تیم است که در آن دو تیم چهار نفره با هم رقابت می‌کنند و کاپیتان‌ها به هر دو تیم اختصاص داده شده‌اند. هدف از این مسابقه، کسب امتیاز و پیروزی در برابر کاپیتان است. حذف‌ها ممکن است تا زمانی که کاپیتان پین شود یا مجبور به تسلیم شود، رخ دهد. در صورت حذف کاپیتان، آن تیم بازنده خواهد بود. اگرچه این نوع مسابقه در پروموشن‌های مکزیکی و همچنین تا حدودی در ژاپن رایج است، اما تنها باری که این نوع مسابقه در دبلیودبلیوئی رخ داد، در قسمت ۲۰ اوت ۲۰۱۹ شوی ۲۰۵ لایو بین تیم درو گولاک در مقابل تیم لورکان برگزار شد.

#### مسابقه آشوب تگ تیم
مسابقه آشوب تگ تیم (به انگلیسی: Tag Team Turmoil)، نسخه دیگری از مسابقه تگ تیم حذفی است. در این مسابقه، هر چهار گوشه رینگ یک تیم وجود دارد، اما با حذف هر تیم، تیم دیگری جای آن را می‌گیرد؛ شبیه به یک مسابقه گانتلت. پنج مسابقه در پی‌پرویوها از این نوع وجود دارد که به ترتیب در سامراسلم ۱۹۹۹، آرماگدون ۲۰۰۳، شب قهرمانان ۲۰۱۰، پیش‌نمایش شب قهرمانان ۲۰۱۳ و الیمینیشن چمبر ۲۰۱۷ برگزار شد. دو تیم شروع می‌کنند، وقتی یکی حذف می‌شود، یک تیم جدید به رینگ می‌آید تا زمانی که همه تیم‌ها رقابت کنند، تیم باقی مانده برنده است. این نوع مسابقه هم‌چنین در قسمت ۳۱ مه ۲۰۱۱ از ان‌اکس‌تی، با تیمی متشکل از یک کشتی‌گیر حرفه‌ای دبلیودبلیوئی و یک کشتی‌گیر تازه‌کار ان‌اکس‌تی استفاده شد. تیم برنده در این نسخه سه امتیاز برای تازه‌کار کسب می‌کرد. این همچنین در قسمت ۸ می ۲۰۱۷ از شوی راو استفاده شد، جایی که تیم برنده حق مسابقه برای عنوان قهرمانی تگ تیم راو مقابل هاردی بویز را به دست می‌آورد.

### مسابقه تگ تیم مختلط
مسابقه تگ تیم مختلط (به انگلیسی: Mixed Tag Team match) شامل تیم‌هایی با جنسیت مختلط است که فقط کشتی‌گیران هم‌جنس می‌توانند همزمان در رینگ باشند و طبق قوانین استاندارد با یکدیگر کشتی بگیرند. به عنوان مثال، اگر یک کشتی‌گیر زن، شریک مرد خود را تگ کند، هر دو زن رینگ را ترک می‌کنند و هر دو مرد وارد رینگ می‌شوند و بالعکس. مسابقات چالش مسابقه مختلط در ۱۶ ژانویه ۲۰۱۸ آغاز شد که تیم‌های د میز و آسکا در فصل ۱ و آر-تروث و کارملا در فصل ۲، برنده شده و جایگاه ۳۰ در رویال رامبل ۲۰۱۹ را به دست آوردند.

#### مسابقه تگ تیم بین جنسیتی
مسابقه تگ تیم بین جنسیتی شامل تیم‌های مختلط جنسیتی است، اما با «مسابقه تگ تیم مختلط» متفاوت است و در آن، هم مردان و هم زنان می‌توانند همزمان در رینگ باشند و تحت قوانین تگ تیم تورنادو با یکدیگر کشتی بگیرند. این مفهوم در اوایل دهه ۲۰۰۰ توسط تیم اکستریم در اتیتیود ارا مورد استفاده قرار گرفت و رواج یافت.

### مسابقه هرج و مرج در ورزشگاه
مسابقه هرج و مرج در ورزشگاه (به انگلیسی: Anarchy in the Arena match) ترکیبی از مسابقات تگ تیم، مکانی و سینمایی است که اولین بار در ای‌ئی‌دبلیو برگزار شد. این مسابقه در رویدادهایی نظیر دابل اور ناتینگ یا آل این ۲۰۲۳ و در مجموع ۷ بار برگزار شده است. این مسابقه معمولا شامل ۱۰ کشتی‌گیر در یک مسابقه ۵ در مقابل ۵ است و هر پنج کشتی‌گیر دو تیم هر کدام عضوی از یک گروه مشخص در ای‌ئی‌دبلیو هستند. این مسابقه که اغلب خشونت‌آمیز و وحشیانه است، تحت قوانین هاردکور برگزار می‌شود و از یک رینگ در وسط ورزشگاه شروع می‌شود و در محیط‌های مختلفی مانند بارها، مناطق بارگیری بار و دفاتر پیش می‌رود و معمولا هم در رینگ خاتمه می‌یابد.

### مسابقه هم‌خوابه‌های غریبه
مسابقه هم‌خوابه‌های غریبه (به انگلیسی: Strange Bedfellows match) یک مسابقه تگ تیم استاندارد است که در آن عضوی از یک تگ تیم باید با عضوی از تگ تیم دیگری که با آنها در حال دشمنی هستند، تیم تشکیل دهد. یک نمونه از این مورد زمانی بود که مت هاردی مجبور شد با کریسشن در مقابل برادر و هم تیمی‌اش، جف هاردی و هم‌تیمی کریسشن، اج روبه‌رو شود.

## مسابقات مبتنی‌بر اشیا
از طریق استفاده از اشیا خارجی، مسابقات معمولا نام سلاح مورد استفاده را می‌گیرند (مثلا مسابقه صندلی‌). در لیست زیر از مسابقات مبتنی بر سلاح، قوانین اضافی جایگزین قوانین استاندارد شده‌اند.

### درگیری ساحلی
درگیری ساحلی (به انگلیسی: Beach Brawl) یک مسابقه هاردکور است که در آن اشیاء موجود در ساحل، مانند تخته‌های موج‌سواری، نیمکت‌های چوبی، میزهای چوبی، توپ‌های ساحلی، توپ‌های ورزشی و یک استخر کوچک پر از توپ‌های پلاستیکی در دسترس قرار می‌گیرند. این مسابقه بدون رد صلاحیت است، بنابراین سلاح‌های دیگر نیز قانونی هستند. اولین درگیری ساحلی بین سول روکا و بلر داونپورت در ان‌اکس‌تی: اسپرینگ بریکینگ در آوریل ۲۰۲۴ برگزار شد.

### مسابقه صندلی‌ها
مسابقه صندلی (به انگلیسی: Chairs match) یک مسابقه با سلاح‌های استاندارد است که در آن هر تعداد صندلی فولادی تنها سلاح قانونی برای استفاده است. این مسابقه را می‌توان با پین‌فال یا سابمیشن برد. اولین مسابقه صندلی‌ در تی‌ال‌سی ۲۰۰۹ بین باتیستا و آندرتیکر برگزار شد که آندرتیکر با پین‌فال برنده شد.

### مسابقه دست‌بند
مسابقه دست‌بند (به انگلیسی: Handcuff match) یک مسابقه هاردکور است که تنها راه پیروزی در آن این است که کشتی‌گیر باید حریفش را با دست‌بند به رینگ ببندد، به طوری که کشتی‌گیر حریف نتواند از دستان خود استفاده کند.

### مسابقه نردبانی

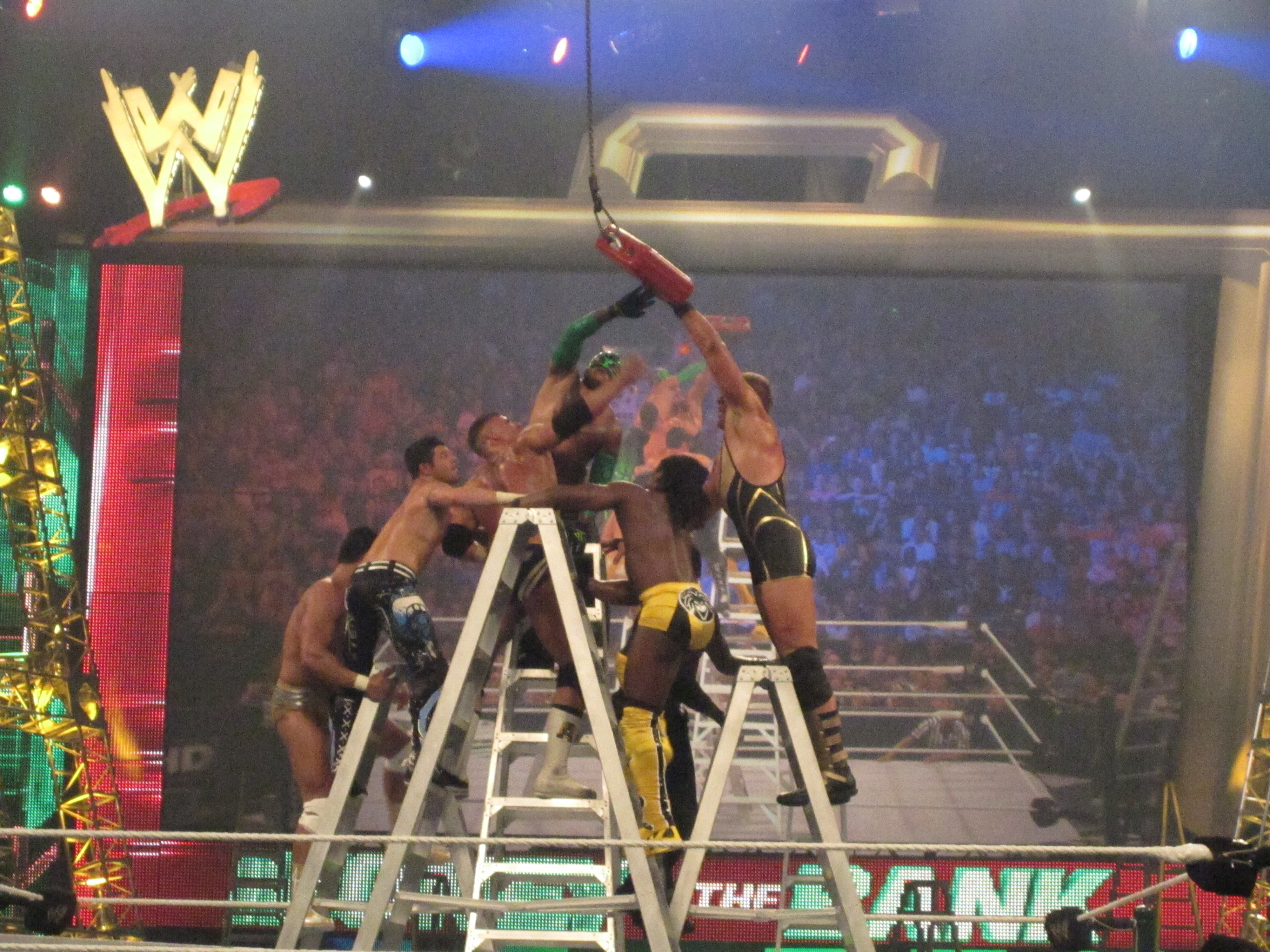
مسابقه مانی این د بنک ۲۰۱۱

مسابقه نردبانی (به انگلیسی: Ladder match) یک مسابقه بدون رد صلاحیت است که در آن یک شیء خاص (معمولا کمربند قهرمانی، قرارداد یا کیف) بالای رینگ و دور از دسترس کشتی‌گیران قرار می‌گیرد و برنده کسی است که اولین کسی باشد که از نردبان بالا برود و آن را بردارد. این اغلب در پی‌پرویوی مانی این د بنک پروموشن دبلیودبلیوئی مورد استفاده قرار می‌گیرد. نردبان ممکن است به عنوان سلاح نیز استفاده شود.

#### مسابقه نردبان کازینو
مسابقه نردبان کازینو (به انگلیسی: Casino Ladder match) توسط ای‌ئی‌دبلیو به عنوان نوعی از کازینو بتل‌رویال با ترکیبی از مسابقه نردبان سنتی ایجاد شد. یک چیپ پوکر بالای رینگ و زیر یک نردبان آویزان است که می‌تواند به عنوان سلاح استفاده شود. مسابقه با دو کشتی‌گیر شروع می‌شود و هر ۲ دقیقه یک شرکت‌کننده جدید وارد می‌شود. اولین کشتی‌گیری که چیپ پوکر را بگیرد، مسابقه را می‌برد و در آینده، حق مسابقه برای عنوان قهرمانی جهانی ای‌ئی‌دبلیو خواهد داشت. نکته قابل توجه این است که می‌توان مسابقه را پیش از ورود همه شرکت‌کنندگان مورد نظر برد.

#### مسابقه پادشاه کوهستان
مسابقه پادشاه کوهستان (به انگلیسی: King of the Mountain match) به عنوان «مسابقه نردبان معکوس» توصیف و اختصاصا در تی‌ان‌ای برگزار می‌شود. به جای برداشتن یک شی آویزان از بالای رینگ، برنده اولین کسی است که با استفاده از نردبان، کمربند قهرمانی را بالای رینگ آویزان کند؛ البته پیش از آن بایستی کشتی‌گیری را پین کند (با این نکته که پین‌فال در هر نقطه‌ای حساب است). کشتی‌گیری که پین شده یا مجبور به سابمیشن شده است، باید دو دقیقه را در محوطه جریمه بگذراند. در اسلمیورساری ۲۰۲۲، اولین مسابقه ملکه کوهستان برگزار شد که در آن جوردین گریس، تاشا استیلز را به همراه چلسی گرین، دیونا پورازو و میا ییم شکست داد و قهرمان عنوان قهرمانی زنان ایمپکت شد. میکی جیمز، قهرمان چهار دوره زنان تی‌ان‌ای، داور ویژه این مسابقه بود.

#### مسابقه تی‌ال‌سی
مسابقه میزها، نردبان‌ها و صندلی‌ها، که اغلب به اختصار مسابقه تی‌ال‌سی نامیده می‌شود، ادامه‌ای از مسابقه نردبانی است که در آن صندلی و میز نیز به عنوان سلاح‌های قانونی حضور دارند. این مسابقه به این دلیل معرفی شد که هر یک از سه تیم در یکی از این سلاح‌ها تخصص داشتند: اج و کریسشن به خاطر استفاده مکرر از صندلی‌های تاشوی فولادی و حرکت‌شان با نام con-chair-to؛ دادلی بویز (بوبا ری دادلی و دی-وان دادلی) به خاطر استفاده آنها از میزهای چوبی برای کوبیدن حریفان خود روی آن؛ و هاردی بویز به خاطر حرکات آکروباتیک بلند خود از روی نردبان‌ها. اولین مسابقه رسمی تی‌ال‌سی بین این سه تیم در سامر اسلم ۲۰۰۰ و مجددا در رسلمنیا ۱۷ در سال ۲۰۰۱ برگزار شد.
با توجه به ماهیت خطرناک، خشونت‌آمیز و فیزیکی این مسابقات، هر مسابقه تی‌ال‌سی بعدی پس از سومین مسابقه که یک ماه پس از رسلمنیا ۱۷ برگزار شد، برای کاهش فشار فیزیکی و خطرات این نوع مسابقه، تعدیل شد. از سال ۲۰۰۹ تا ۲۰۲۰، دبلیودبلیوئی در ماه دسامبر یک پی‌پرویو با همین نام برگزار می‌کرد که این نوع مسابقه را در مین‌اونت خود داشت. این مسابقه دو نوع دارد: یکی به صورت مسابقه نردبانی برگزار می‌شود که در آن فرد/افراد باید یک شیء معلق در بالای رینگ را بردارند و دیگری، یک مسابقه به سبک سنتی است که با پین‌فال یا سابمیشن برنده می‌شود. در دبلیودبلیوئی، اج بیش‌ترین شرکت در مسابقات تی‌ال‌سی را با ۷ بار حضور داشته است (از جمله سه مسابقه اول) و اغلب از این مسابقه برای کسب برتری در دشمنی‌هایش استفاده کرده و به نوعی این مسابقه، مسابقه تخصصی اوست.

#### مسابقه آلتیمیت ایکس

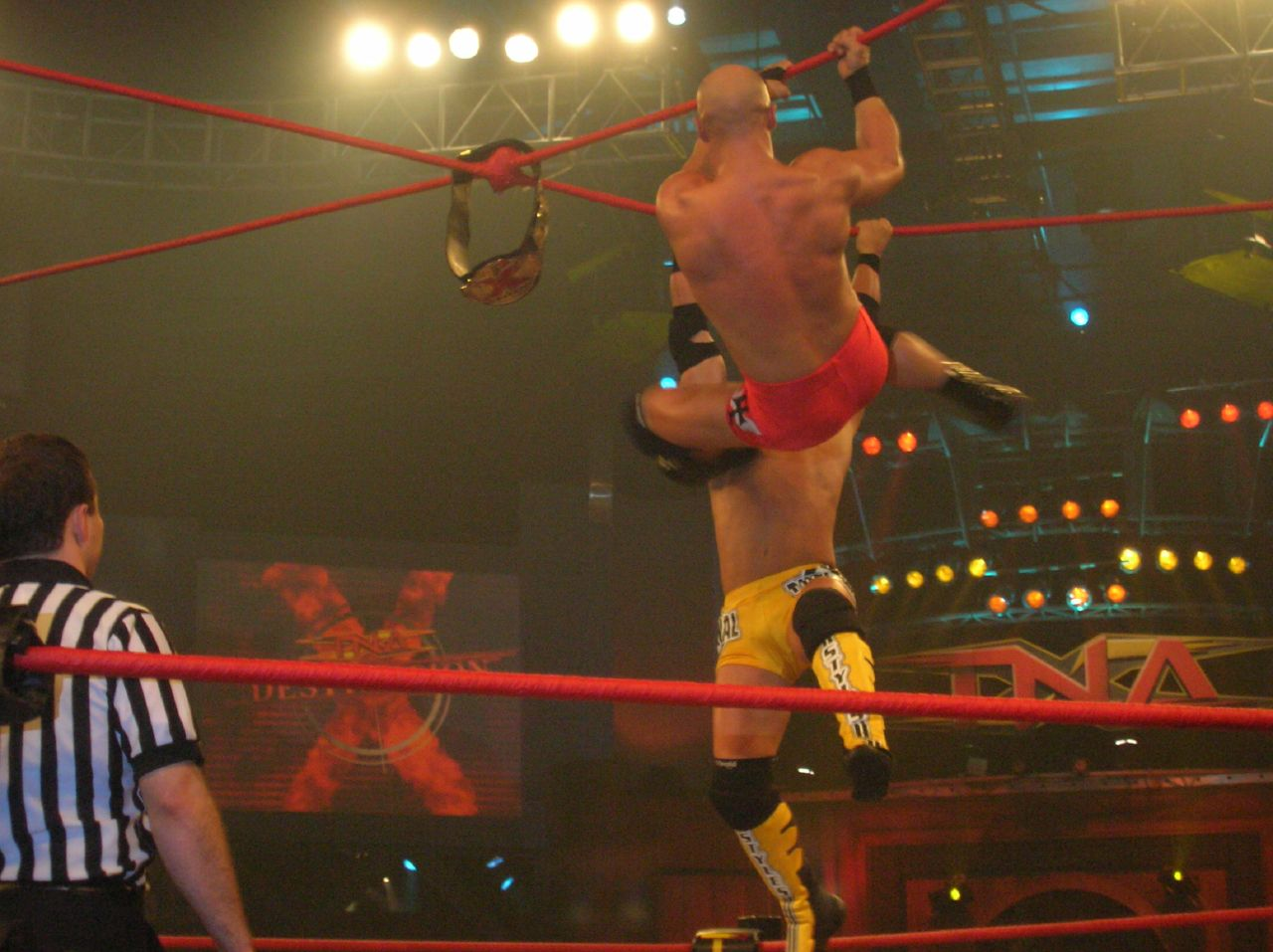
ای جی استایلز و کریستوفر دنیلز در مسابقه آلتیمیت ایکس برای عنوان قهرمانی ایکس دیویژن تی‌ان‌ای در سال ۲۰۰۶

مسابقه آلتیمیت ایکس (به انگلیسی: Ultimate X match) یک «مسابقه نردبانی اما بدون نردبان» است که در آن دو کابل به شکل ایکس در بالای رینگ از طریق سازه‌هایی کنار رینگ به هم وصل هستند و جایزه مسابقه که معمولا عنوان قهرمانی است، بر روی آن قرار دارد. کشتی‌گیران بایستی با بالا رفتن از گوشه‌های رینگ و بالا رفتن دست به دست از روی کابل‌ها و گرفتن شیء آویزان، برنده مسابقه شود. این مسابقه که اختصاصی پروموشن تی‌ان‌ای است، با حضور سه کشتی‌گیر یا بیش‌تر برگزار می‌شود.

### مبارزه با بالش
مبارزه با بالش (به انگلیسی: Pillow Fight) نوعی مبارزه با سلاح است که در آن فقط بالش و یک تخت در رینگ قرار می‌گیرند. بالش‌ها ممکن است به عنوان سلاح استفاده شوند، اما به غیر از آن، قوانین استاندارد کشتی اعمال می‌شود. قابل توجه است که توری ویلسون یک بار تختی را که کندیس میشل روی آن بود، برداشت و پرتاب کرد. معمولا در این نوع از مسابقه، کشتی‌گیران لباس زیر زنانه یا لباس خواب بر تن دارند.

### مسابقه تسمه‌ای
مسابقه تسمه‌ای (به انگلیسی: Strap match) که با نام‌های زیادی شناخته و با تغییرات جزئی انجام می‌شود، هر مسابقه‌ای است که در آن رقبا در دو انتهای مخالف یک مهارکننده قرار می‌گیرند تا آنها را در نزدیکی فیزیکی نزدیک نگه دارد. طبق تعریف، تسمه و هر چیزی که به آن بسته شده است، سلاح‌های قانونی و در حال بازی محسوب می‌شوند. رایج‌ترین قانون برای پیروزی، رسیدن به پین‌فال است، اما یک تغییر رایج وجود دارد که در آن یک کشتی‌گیر باید دور رینگ بچرخد و هر چهار گوشه را به ترتیب سریع و بدون وقفه لمس کند. به دلیل قانونی بودن تسمه و امکان استفاده از آن به عنوان وسیله خفه کننده، معمولا تسلیم شدن مجاز نیست.
مسابقه تسمه‌ای سنتی شامل دو کشتی‌گیر است که از طریق یک تسمه چرمی به هم بسته شده‌اند، و مسابقه تسمه‌ای یکی از متنوع‌ترین اشکال مسابقه کشتی حرفه‌ای است، چه از نظر نام و چه از نظر ابزار مورد استفاده. نام مورد استفاده برای مسابقه معمولا از ابزار مورد استفاده و یک یا هر دو شرکت‌کننده گرفته می‌شود. مهارکننده‌های رایج شامل کمربند، طناب گاو نر (طنابی به طول یک گاو نر با زنگوله در مرکز آن)، زنجیرهای فولادی، قلاده یک تا دو فوتی یا بند چرمی است که در آن کشتی‌گیران از یک مچ به هم بسته می‌شوند.

#### مسابقه با قلاده سگ
مسابقه با قلاده سگ (به انگلیسی: Dog collar match) نوعی مسابقه با تسمه است که در آن به جای بند چرمی در مچ دست، کشتی‌گیران رقیب از طریق قلاده و زنجیر از گردن به هم بسته می‌شوند. این مسابقه که با مسابقه بین ردی پایپر و گرگ ولنتاین در استارکید ۱۹۸۳ مشهور شد، اخیرا توسط ای‌ئی‌دبلیو بازگردانده شده است و به دلیل خشونت بالایی که این مسابقه دارد، بسیار مورد توجه قرار گرفته است. برودی لی در مقابل کودی در سال ۲۰۲۰ (آخرین مسابقه دوران حرفه‌ای لی پیش از مرگش در اواخر همان سال)، سی‌ام پانک در مقابل ام‌جی‌اف در روولوشن ۲۰۲۲ و سی‌ام پانک در مقابل ریون در دث بیفور دیس‌آنر رینگ آو آنر سال ۲۰۰۳، نمونه‌هایی از این مسابقه هستند.

### مسابقه برانکارد

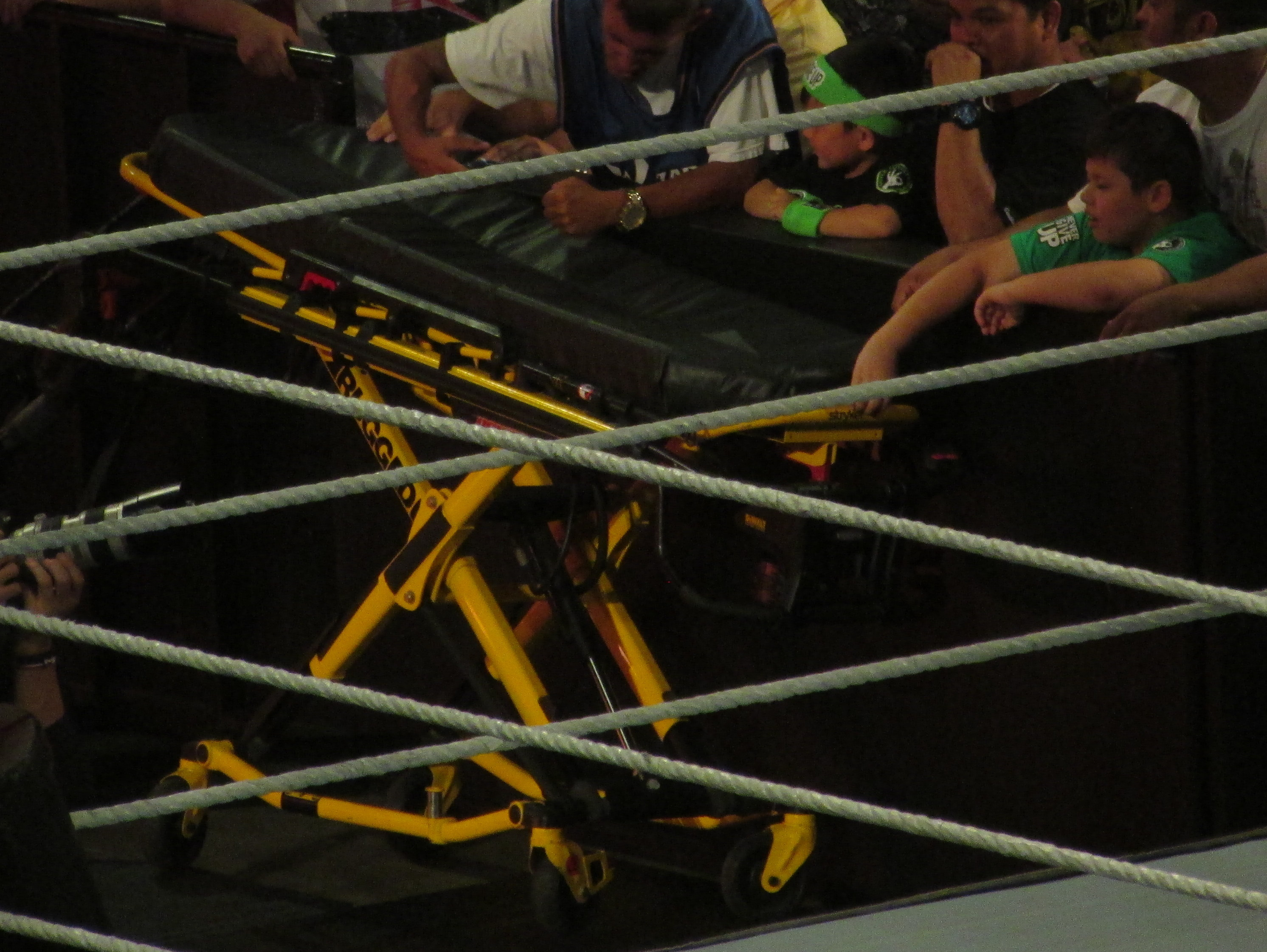
برانکارد آماده در جریان مسابقه‌ای در سال ۲۰۱۴

مسابقه برانکارد (به انگلیسی: Stretcher match) یک مسابقه هاردکور است که در آن کشتی‌گیر، باید حریف خود را تا حدی ناتوان کند که بتواند او را روی برانکارد قرار دهد و برای پیروزی او را به خط پایان که معمولا همان استیج ورودی است، برساند. برانکارد همچنین می‌تواند به عنوان سلاح استفاده شود. مسابقات برانکارد که در کشتی حرفه‌ای برگزار می‌شود، ترکیبی از مسابقه برانکارد و مسابقه آمبولانس است که در آن هدف این است که حریف خود را روی برانکارد قرار دهید، برانکارد را به پشت آمبولانس بغلتانید و هر دو در را ببندید تا پیروزی را به دست آورید.

### مسابقه پله‌های فولادین
مسابقه پله‌های فولادین (به انگلیسی: Steel Stairs match) یک مسابقه هاردکور است که در آن تنها سلاح قانونی، هر تعداد پله فولادی است که معمولا در دو طرف رینگ قرار دارند و می‌توان از آنها برای ورود به رینگ استفاده کرد. نمونه‌ای از این مسابقه، رویارویی بیگ شو با اریک روون در پی‌پرویوی تی‌ال‌سی ۲۰۱۴ بود.

### مسابقه سمفونی تخریب
مسابقه سمفونی تخریب (به انگلیسی: Symphony of Destruction match) یک مسابقه هاردکور است که در آن آلات موسیقی مختلف به عنوان سلاح در کنار رینگ در دسترس هستند. این مسابقه تخصصی الایس است و اولین بار در سال ۲۰۱۸ و زمانی که مقابل براون استرومن قرار گرفت، برگزار شد.

### مسابقه میزها

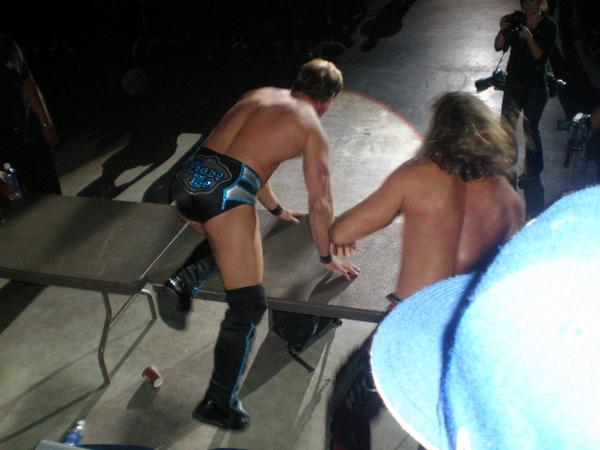
کریس جریکو در مقابل شاون مایکلز در یک مسابقه میزها در شوی بدون پخش تلویزونی در پورتوریکو در سال ۲۰۰۸

مسابقه میزها (به انگلیسی: Tables match) یک مسابقه هاردکور است که در آن، برای برنده شدن، حریف باید از روی میز پرتاب شود. این مسابقه فقط با یک فن تهاجمی قابل پیروزی است.
مسابقات میزها را می‌توان با تگ تیم‌ها، تحت هر دو قانون حذفی و قانون یک پین‌فال، برگزار کرد. اولین مسابقه میزها در رویداد دابل تیبلز ای‌سی‌دبلیو در سال ۱۹۹۵ بین پابلیک اِنِمی در مقابل تز و سابو برای عنوان قهرمانی تگ تیم جهانی ای‌سی‌دبلیو برگزار شد، در حالی که اولین مسابقه در دبلیودبلیوئی، یک مسابقه تگ تیم با حضور هاردی بویز در مقابل دادلی بویز در رویال رامبل ۲۰۰۰ بود. هدف هر دوی این مسابقات عبور دادن تمام اعضای تیم مقابل از روی میزها با حرکات تهاجمی بود، اما مسابقات میز بعدی دبلیودبلیوئی فقط نیاز به عبور یک عضو از روی میز داشتند. معمولا مسابقات تیبلز شامل یک بند «بدون رد صلاحیت» نیز می‌شوند که آنها را به مسابقات هاردکور تبدیل می‌کند. در برخی از مسابقات تگ، یک فرد می‌تواند با شکستن میز با بدن خود، هم‌تیمی خود را نجات دهد.

## مسابقه برنده صاحب همه
دو سناریو، این نوع مسابقه را تشکیل می‌دهد؛ مسابقه «عنوان در برابر عنوان» که در آن هر دو کشتی‌گیر (یا تیم‌ها در صورت مسابقه تگ تیم) قهرمان هستند و برنده، عنوان قهرمانی بازنده را نیز دریافت می‌کند و «صاحب همه چیز» می‌شود؛ مانند مسابقه قهرمان عنوان قهرمانی یونیورسال، رومن رینز در برابر قهرمان عنوان قهرمانی دبلیودبلیوئی، براک لزنر در رسلمنیا ۳۸. این مسابقه با مسابقه ادغام عناوین قهرمانی متفاوت است. در این نوع، یک عنوان قهرمانی به نفع عنوان دیگری برچیده شده و غیرفعال می‌شود؛ در حالی که در مسابقه «برنده صاحب همه»، هر دو عنوان هنوز فعال هستند و موجودیت جدای از دیگری دارند. سناریوی دیگر آن است که مسابقه به صورت تگ تیم باشد، که در آن دو عنوان جداگانه در یک مسابقه برای کسب هر دو عنوان برگزار می‌شود. نمونه‌ای از سناریوی دوم، مسابقه سث رالینز و بکی لینچ در برابر بارین کوربین و لیسی ایوانز در اکستریم رولز ۲۰۱۹ بود که رالینز و لینچ به ترتیب از عناوین قهرمانی یونیورسال و زنان راو دفاع می‌کردند.